# 巴拉克·奧巴馬
巴拉克·侯賽因·奥巴马二世（英語：Barack Hussein Obama II，美國：/bəˈrɑːk huːˈseɪn oʊˈbɑːmə/ ⓘ；1961年8月4日—）是美国政治家，民主黨籍政治人物，第44任美国总统。他是首位擁有非裔血統的美国总统。2005年至2008年代表伊利诺伊州担任聯邦參議員，从1997年至2004年担任伊利诺伊州参议员時居於芝加哥。卸任總統後，定居首都华盛頓特區。
奥巴马生於美国夏威夷州檀香山，他在夏威夷长大，但童年时期也在华盛顿州和印度尼西亞分别生活一年和四年。在1983年从哥伦比亚大学毕业之后，他在芝加哥做一名社区活动组织者。1988年奥巴马进入哈佛法学院，在那成为哈佛法律评论的第一名非裔总编辑。毕业后他成为一名民权律师，并从1997年至2004年在芝加哥大学法学院任宪制性法律教授。1997年当选伊利诺州参议员，并担任职务直至2004年参选联邦参议员。同年因意想不到的参议员初选胜利，在民主党全国代表大会上发表主题演讲和以绝对优势胜出参议员选举，成为全美知名的政治人物。2007年2月10日，他正式宣佈参加2008年美國總統選舉，同年6月击败同為參議員的希拉里·克林顿赢得民主党初选，并在總統选举中击败共和党的約翰·麥凱恩获得胜利。之后在2012年總統選舉中击败共和党的米特·羅姆尼順利连任。2009年10月9日，奥巴马获頒诺贝尔和平奖。2017年1月，奧巴馬以60%的民意支持率结束总统任期。

## 早期经历

### 印尼与夏威夷

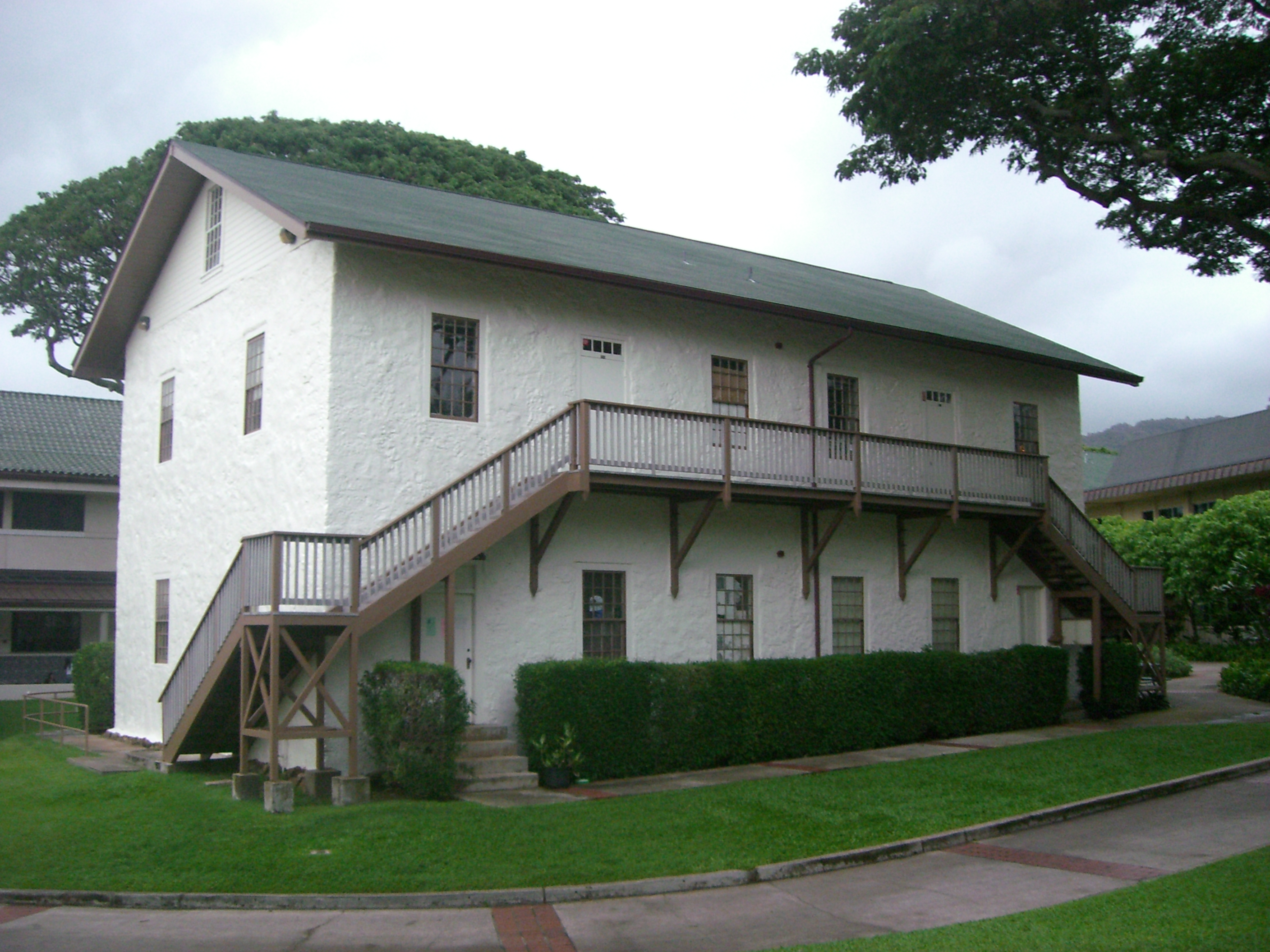
奥巴马早年就读过的夏威夷普纳荷学校

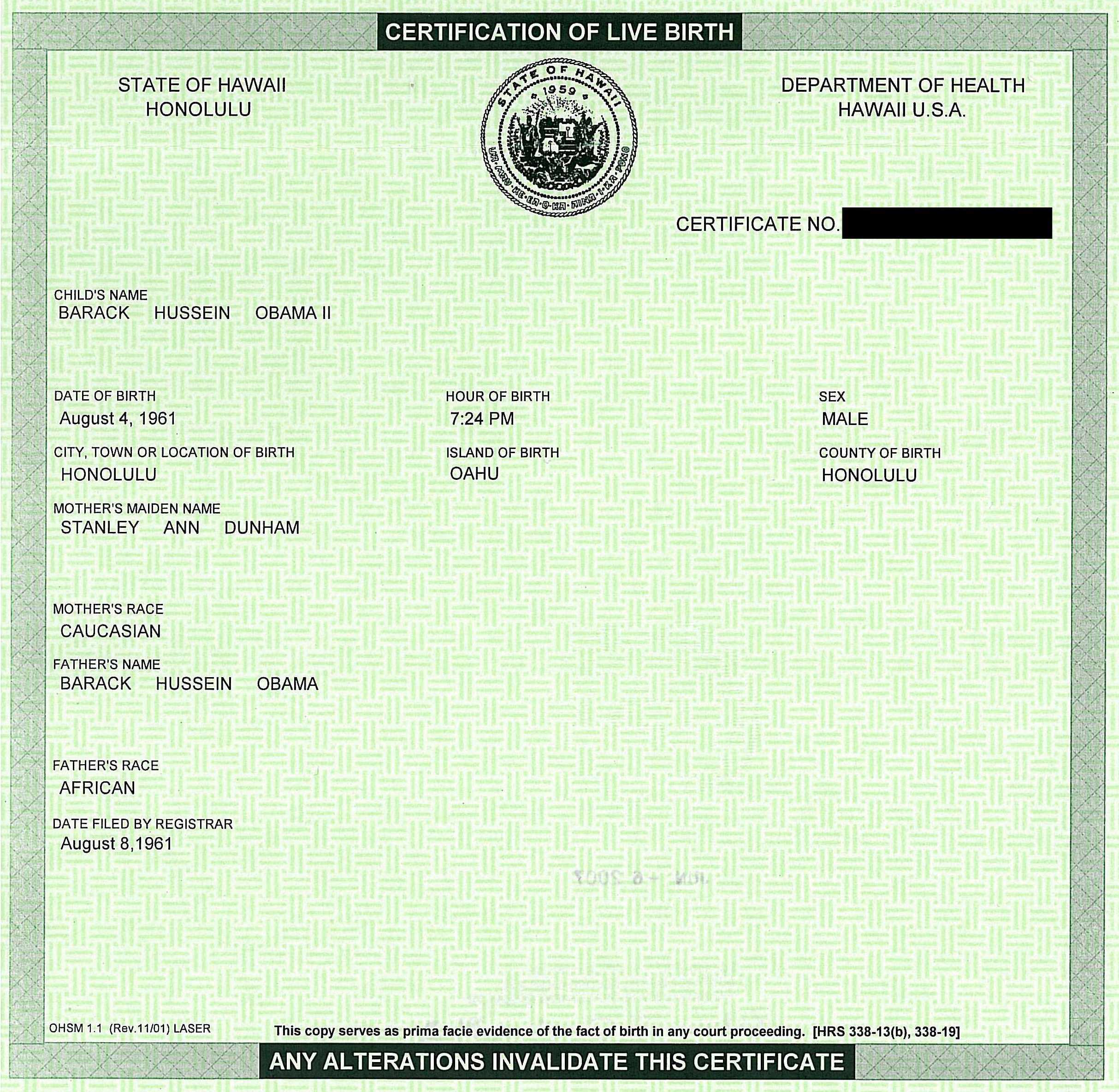
美国夏威夷卫生署的奥巴马出生证明，於2011年4月27日公開

1936年6月18日，奧巴馬的父親老巴拉克·奧巴馬生於東非肯尼亞西部維多利亞湖邊夏亞郡科蓋若村，他是盧歐人，作為肯尼亞政治家、多國政府顧問，亦是個學者。1942年11月29日，奧巴馬的母親斯坦利·安·鄧納姆生於堪薩斯州威奇托圣方濟各医院，出身以英國-愛爾蘭為主的歐洲血統。1960年奧巴馬的父母相識於夏威夷大學馬諾阿分校，俄羅斯語言課程上，在那裡他父親是外國留學生。奧巴馬身世複雜，與不同地方及不同文化背景的人共同生活過。1961年8月4日晚七时二十四分，他出生於美國夏威夷州檀香山卡皮歐拉尼婦女和兒童醫療中心，2歲時父母分居，隨後離婚，六歲與母親隨印尼籍繼父遷居到印尼首都雅加達，並在當地的一所小學就讀兩年。四年後他的一家又回到夏威夷，只有他與外祖父母住在一起。至12年級，於1979年畢業。當時該私立學校僅有三位黑人學生。若干年後母親與繼父離婚，他便隨母遷居美國本土。
青年時期，奧巴馬因為自己的多種族背景，很難取得社會認同，十分自卑。十幾歲的他成了癮君子，他和任何絕望的黑人青年一樣，不知道生命的意義何在。家境貧窮，膚色經常遭人嘲笑，前途無望，他做了很多愚蠢的事，比如翹課、吸毒、泡妞等，成了不折不扣的「迷途叛逆少年」，曾以吸食大麻和可卡因來將『我是誰』的問題擠出腦袋。有媒體撰文認為，給青年的他帶來深刻影響的不是他的父母親，而是他的外祖父斯坦利·埃默·鄧漢姆和外祖母斯坦利·安·鄧漢姆；媒體同時還披露著名黑人詩人、記者和美國共產黨、左翼活動家法蘭克·米歇爾·大衛斯也是深刻影響青年奧巴馬的人物，1960年代大衛斯就成為奧巴馬家裡的常客。

### 美国本土
到达美国本土后，奧巴馬首先在加利福尼亚州洛杉矶市的西方學院求学两年，期间在该校《宴会》志发表诗歌《老爹》，后由《纽约客》杂志转载并广为流传，《老爹》最体现他年青時的精神发展脉络。在西方学院读书两年之后，他转至纽约市的哥伦比亚大学的哥伦比亚学院，在那里主修政治学及国际关系。他于1983年取得文学士之后，在国际商务公司工作一年。
1985年，他遷往芝加哥，主持一个非营利计划，以协助当地教堂为穷困的居民组织好职业训练，正式開始其政治生涯。他于1988年进入哈佛大学法学院，主修法律。1990年2月，由于獲选为《哈佛法律评论》的首位非洲裔美国人主席，他首次获得全国性的认可。1991年他在哈佛获得到“极优等”（拉丁文的学位荣誉）法律博士学位，之后又回到芝加哥，并主持一次选民登记运动，且为民权迈勒·B·G律师事务所工作。后来，至2004年竞选联邦参议员。此後擔任參議員12年中，他也同時在芝加哥大学法學院擔任講師，任教憲法。
1992年，奥巴马和同校的米歇尔·鲁滨逊结婚，後育有两個女兒。两人都供职于芝加哥的盛德律师事务所，之后撰写完成自传体的回忆录《父亲的梦想》并在美国出版发行。

## 初步參涉政治

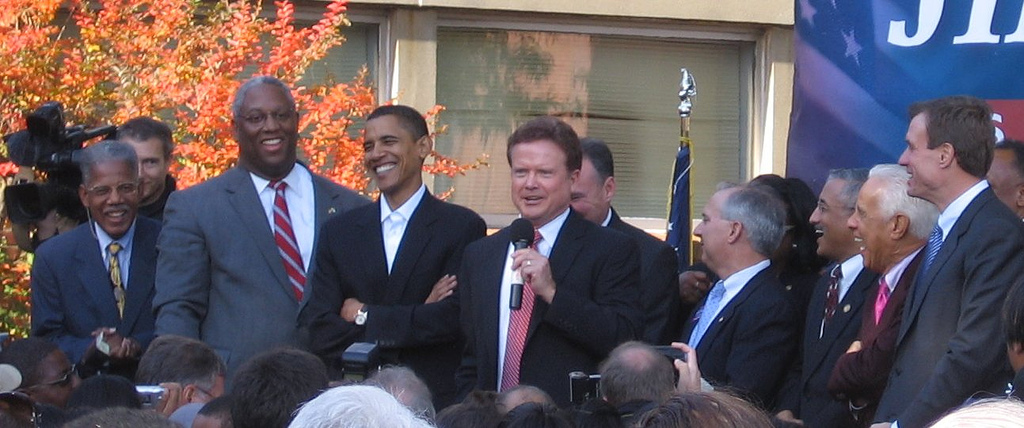
2006年11月，伊利诺州参议员奥巴马与維吉尼亞州官员

1996年，奥巴马競選伊利诺州州參議員，在芝加哥第十三区南部的海德公园区當選。2000年，他挑戰联邦众议员選舉，挑战當時已担任4年联邦眾議员的波比·拉什（前黑豹党成员和社区活动家、也是黑人）。因而遭到拉什的指责，认为他投入第一选区的时间不长，无法了解選區真实的情况。最終选举结果，拉什获得61%的选票，歐巴馬則以30%的选票最终失败。
竞选联邦眾议员初選失败后，奧巴馬專注於州参议员工作，提案訂立法律，主張對於可能判處死刑的罪犯，其审問過程必须錄影。2002年，他竞选伊利诺州参议员，未遇对手，順利连任。
2003年1月，民主党重新取得伊利诺州议会的控制权，提名他擔任州卫生与公众服务委员会主席。在他的立法提案中，協助編撰《工作所得抵税法》，为低收入家庭提供援助，並致力为无法承担健康保险的居民起立法，協助通过增加艾滋病预防和病人照料預算。
纵观奧巴馬的伊利诺州参议员生涯，政治评论员注意到他無論与民主党人、共和党人合作，工作很有效率，更能团结一致。后来競選联邦参议员，尽管他所支持的一些議案，曾受警察工会反对，他仍获得伊利诺州警察同业会的支持，赞赏他“多年对枪支控制的支持，和愿意商谈与妥协的态度”。

## 总统之路

### 2004年的主题演讲
在奧巴馬为联邦参议员竞选过程中，他在波士顿举行的2004年民主党全国党代表大会上发表主题演讲——《无畏的希望》。在談到自己的外祖父在第二次世界大戰作爲老兵，並且是羅斯福新政中聯邦房屋管理和《退伍軍人法》的受益人時，他认为人民並不指望政府解決他們所有的問題，但他們能夠深切感受到，只要政府稍微改變一下政策優先權，美國每一個孩子就都能有機會獲得良好的生活，而且使這個機會能向每個人敞開。他指出，人民知道政府能做得更好，也希望有這樣的選擇。
在談到小布什政府看待伊拉克戰爭的問題時，奥巴马提及一位來自伊利諾州應徵海軍的謝默斯·埃亨下士時，被问及“當謝默斯為我們服務的時候，我們在為他服務嗎？”而他解释说，當政府送年輕人去戰場時，有絕對的義務不去捏造數字、不去掩蓋他們上戰場的原因事實，要在他們離去時關懷他們的家庭，在他們歸來時以他們為榮，並且永遠不要在沒有足夠軍隊去取得勝利的時候就倉皇上路，要保衛和平，從而贏得世界對美國的尊重。
最後在談到國家的團結问题时，奥巴马指出政治評論員們喜歡把國家切割分開成“紅色州和藍色州”，紅色州代表支持共和黨人，藍色州代表支持民主黨人；但他崇敬藍色州裡偉大的主；不喜歡紅色州裡的聯邦探員在圖書館裏閒逛；他认为自己的团队是在藍色州裡指導小聯盟的訓練，但在紅色州裡也有一些同性戀朋友。他还分析道：有愛國者反對伊拉克戰爭，也有愛國者支持伊拉克戰爭；而他的团队是一体的，都宣誓效忠星條旗，都在保衛美利堅合衆國。這場演講讓美國許多政要和民間人士都注意到他，並且賦予他“即時名人”的稱號。

### 总统选举前奏

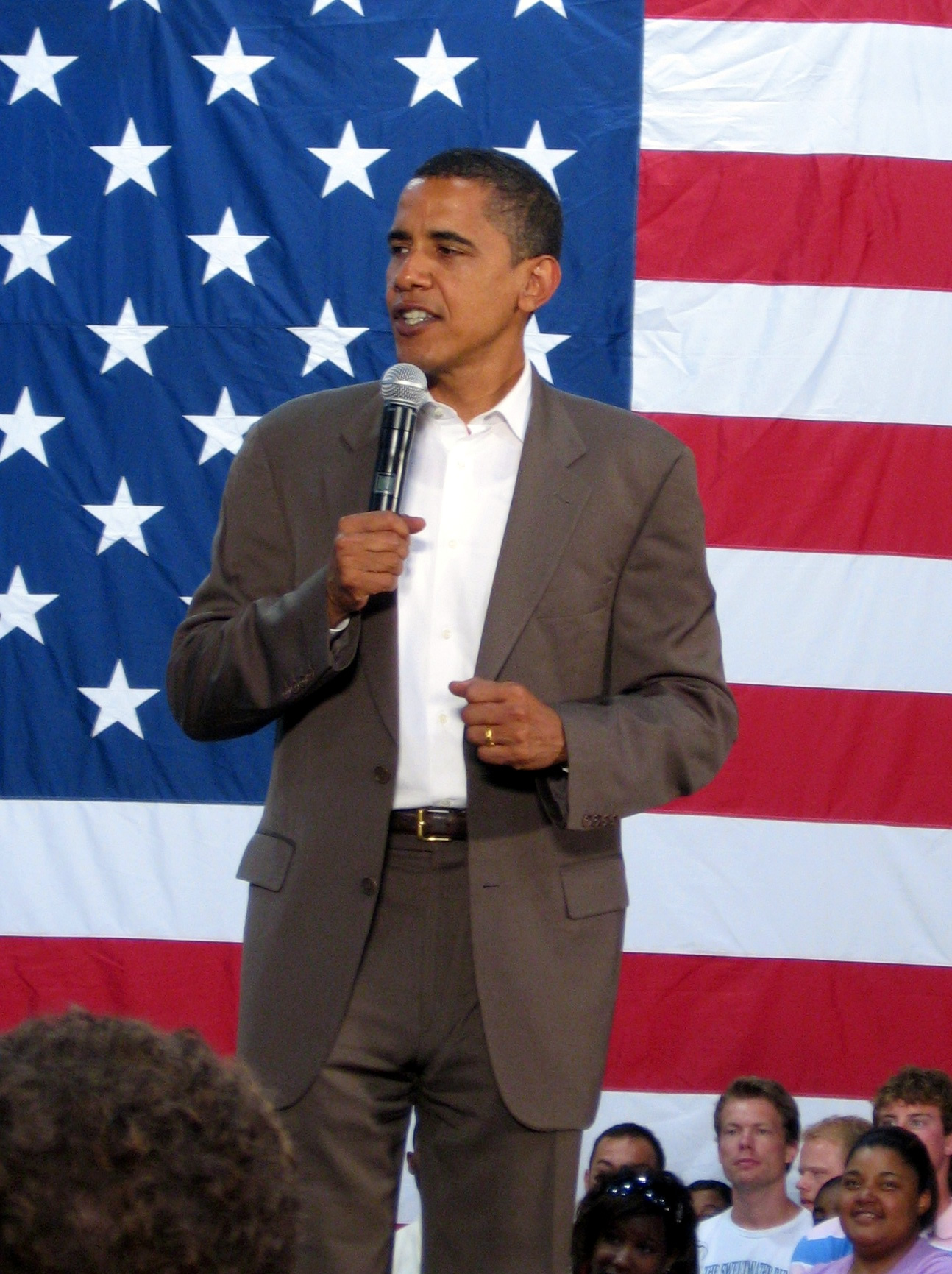
2007年8月，奥巴马在南卡罗来纳州的一次演讲

2004年奧巴馬在民主党全国代表大会上的演讲使人们预料到他将参与美国总统的竞选。这种推测在2004年他赢得联邦参议员选举之后更加确切，促使他向记者澄清：“我可以肯定地说，我不会在4年后参加竞选”。但在2006年10月的电视访谈节目《会面新闻界》时，他亦曾表示自己可能参与2008年的总统大选。随后民意机构将他的名字加入到民主党候选人的民意调查表中，首次的民意调查显示他获得17%民主党人的支持，仅次于获得28%支持度的纽约州参议员希拉里·克林顿。最近的拉斯穆森报告指出两人在民主党基本选民中的支持度“事实上持平”。2006年12月底出版的《新闻周刊》封面故事以“竞赛开始”为题，其专栏作家喬納森·阿尔特提出“美国为希拉里或奧巴馬做好准备了吗？”的封面问题。民主黨参议员理查·杜宾和伊利诺州审计长丹尼尔·海恩为2008年奧巴馬总统竞选的早期倡议者。著名电视主持人歐普拉·溫芙蕾和影星喬治·克隆尼都表態支持奧巴馬競選总统。评论员曾指出他在2008年获胜的机会将大于在2012年及之后。2006年10月在出版的《芝加哥论坛报》中，牛顿·迈诺将2008年他的总统竞选与1960年约翰·甘迺迪的勝选相提并论。保守派专栏作家乔治·威尔则詳列出他认为他应该在此时参选的四个理由。
2006年9月，奧巴馬成为爱荷华州议员汤姆·哈金的野餐会上的主要演讲者，这一年度政治活动传统上由爱荷华州政党核心会议中有希望的总统候选者参加。2006年12月，他在新罕布什尔州发表演讲，庆祝民主党在全国中期选举中的首场胜利（新罕布什尔州初选），吸引1500人。

### 2008年总统选举

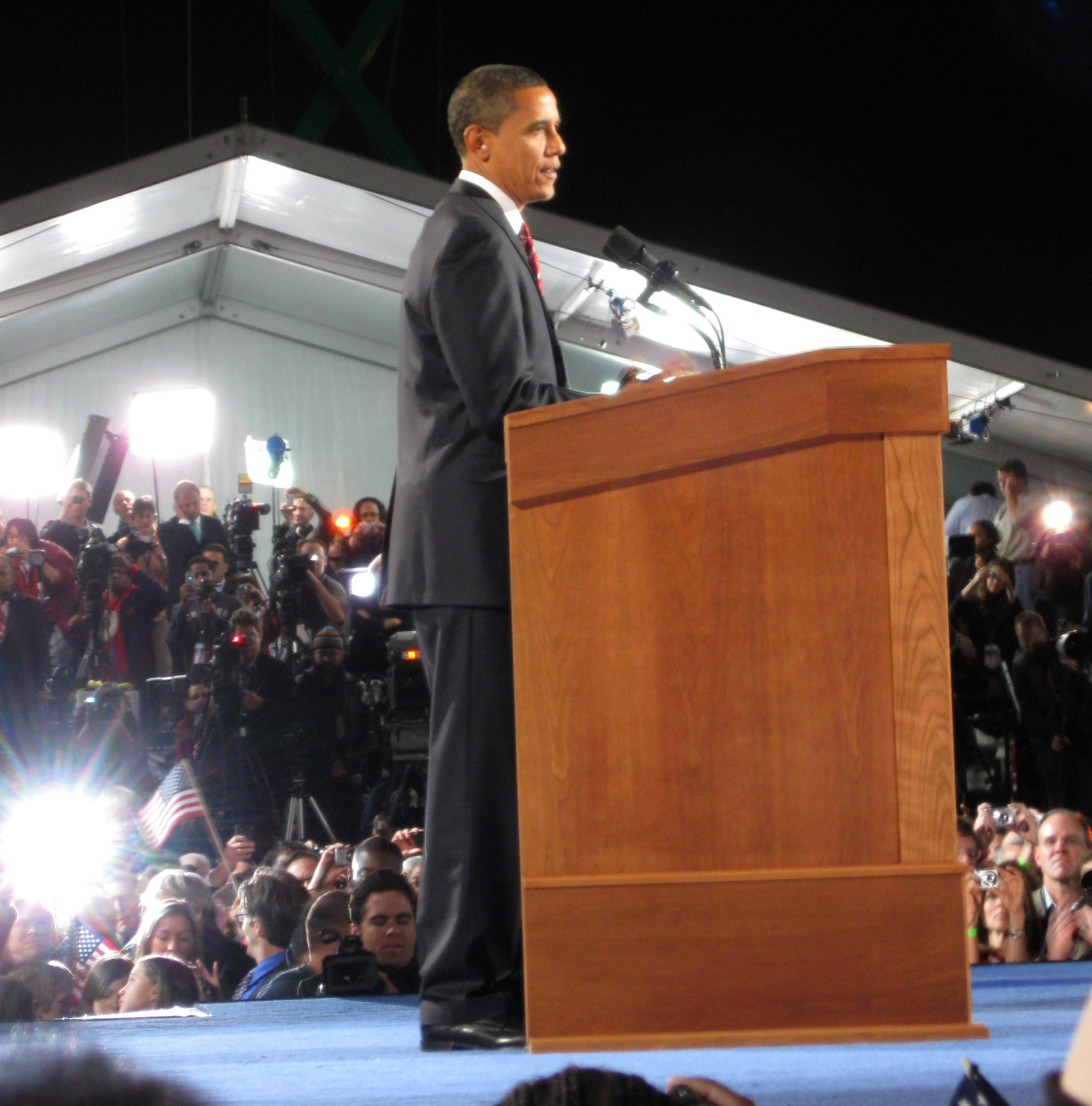
2008年11月4日晚奥巴马在芝加哥格兰特公园发表当选获胜演说

2007年1月14日的《芝加哥论坛报》报道，奧巴馬已经开始建立自己的竞选团队，且将其竞选总部设於芝加哥。
2007年2月10日在伊利诺州首府春田市正式宣布参选。为增加竞选经费，在资金实力上击败竞争对手，奥巴马在2008年的一个月就筹到3,200万美元的竞选经费，是当时筹款最多的总统候选人；紧接着的第二个月，他的筹款效率惊人，募得5,500万美元的捐款，打破参议员翰·克里于2004年保持的单月筹款纪录，比同党对手希拉蕊·柯林頓的同月筹款数多出2,000万。
2008年1月4日的艾奥瓦州民主党初选大会上，取得38%的支持率，领先知名度颇高的约翰·爱德华兹和希拉里·克林頓，成为民主党候选人中的领跑者。1月26日，奧巴馬在南卡羅來納州的初選中，以55%的選票獲勝，遥遥领先于對手希拉里和愛德華茲，有分析文章认为他在南卡羅萊納州以绝对优势胜出，得益于选民人口数量占据全州一半的黑人，他们中有80%的人大力支持他。5月10日他超級黨代表票首次超越希拉里·克林顿，連同領先數月的一般黨代表票，使他入主白宮之路氣勢大增。6月3日，最后两场预选在南达柯塔州和蒙大拿州举行，希拉里·克林顿旋即确定在党代表票数上落后，為免像過去的黨初選候選人直至黨代表大會仍拒絕認輸以表不和，希拉里宣布退選，他初定成为民主党总统提名人，是美国历史上首次有主要政党提名参与总统大选的黑人。
|  | 在那个女性不能发出声音的时代，在那个剥夺女性希望的时代，她看着她们站起来，大声说出自己的想法，投出自己的选票。是的，我们可以！而在这一年，在这次选举中，她的手指触摸到屏幕，她投出自己的一票，因为在美国经历106年的变迁，经历最好的与最坏的时代后，她了解美国是如何变化的。是的，我们可以！” ——奥巴马演说词摘录（2008年11月4日） |

2008年8月23日的民主党全国大会上，奧巴馬正式獲得提名，并且选择参议员乔·拜登为副总统候选人。11月4日總統大選正式举行，結果他以365對173票的選舉人票，擊敗共和党候选人麥凱恩成功當選為美國第44任總統，更成為美國有史以來第一位非洲裔總統；当晚他在芝加哥发表当选演说，并以支持他的一位百岁选民为例，以数个“Yes we can”（是的，我们可以做到）来阐述美国人民非凡的创造力、美国社会的不断进步以及美国实力的强大，如汽车和飞机的发明、登上月球、促成柏林墙倒塌等。这次演说非常有震撼力并富有强烈的感情色彩，许多观众倾听时还不禁流下眼泪，“是的，我们可以（或：我们能够做到）”也成了他的名言。

### 2012年总统选举

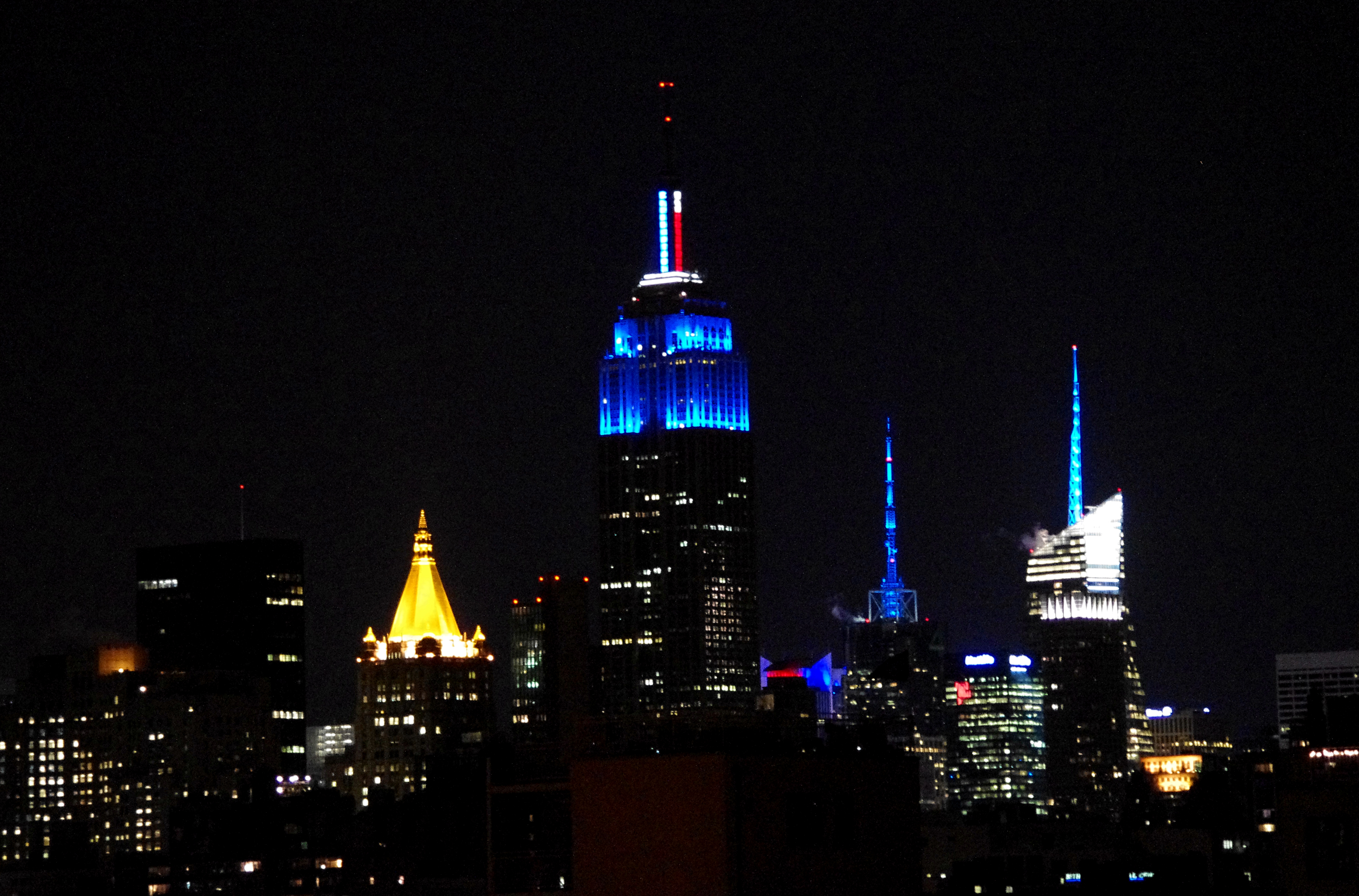
奥巴马获得2012年大选胜利，帝国大厦顶部亮起蓝色

2011年4月4日，奥巴马在自己网站上一个名为"It Begins with Us"的视频中正式对外宣布参加2012年总统竞选，同时向美国联邦选举委员会提交有关文件。作为现任总统，奥巴马在民主党内初选中几乎没有受到任何阻碍。2012年4月3日，奥巴马就已获得党内提名所需的最少2778张票。
在北卡罗来纳州夏洛特市举行的民主党全国代表大会上，前总统比尔·克林顿正式提名奥巴马和拜登成为民主党的总统、副总统候选人。他们的对手是共和党的前麻薩諸塞州州长米特·罗姆尼和威斯康星州的众议员保罗·莱恩。
2012年11月6日晚，最后计票结果，奥巴马332张选举人票，罗姆尼206张；在總得票率上，奥巴马為51.1%，罗姆尼則為47.2%。奥巴马成功连任美国总统。他是第三位超過一次贏得過半數選票的民主黨總統（前兩位為安德魯·傑克遜以及小羅斯福）。

## 总统任期

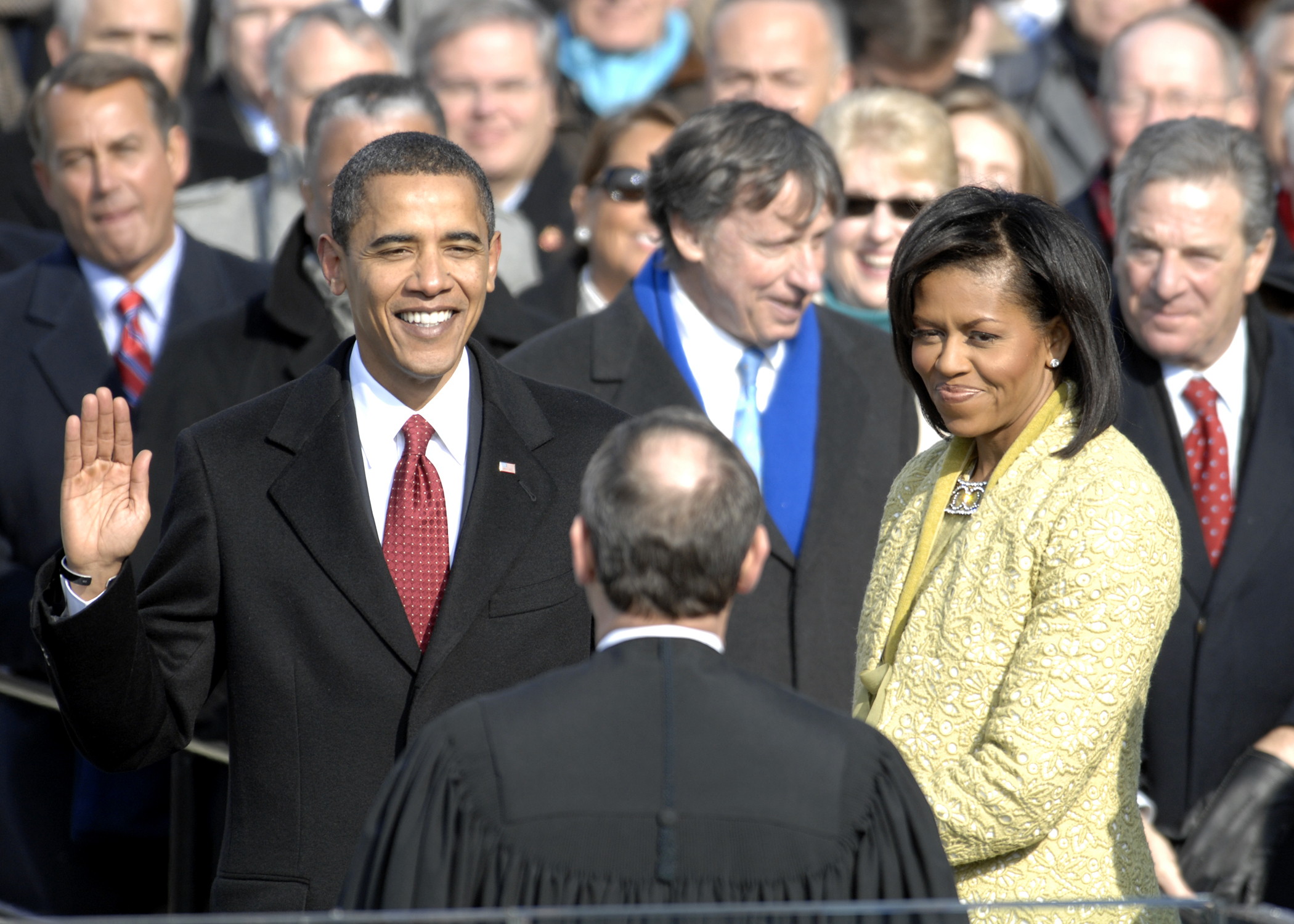
奧巴馬於華盛頓國會山宣誓就任美國第44任總統（2009年1月20日）

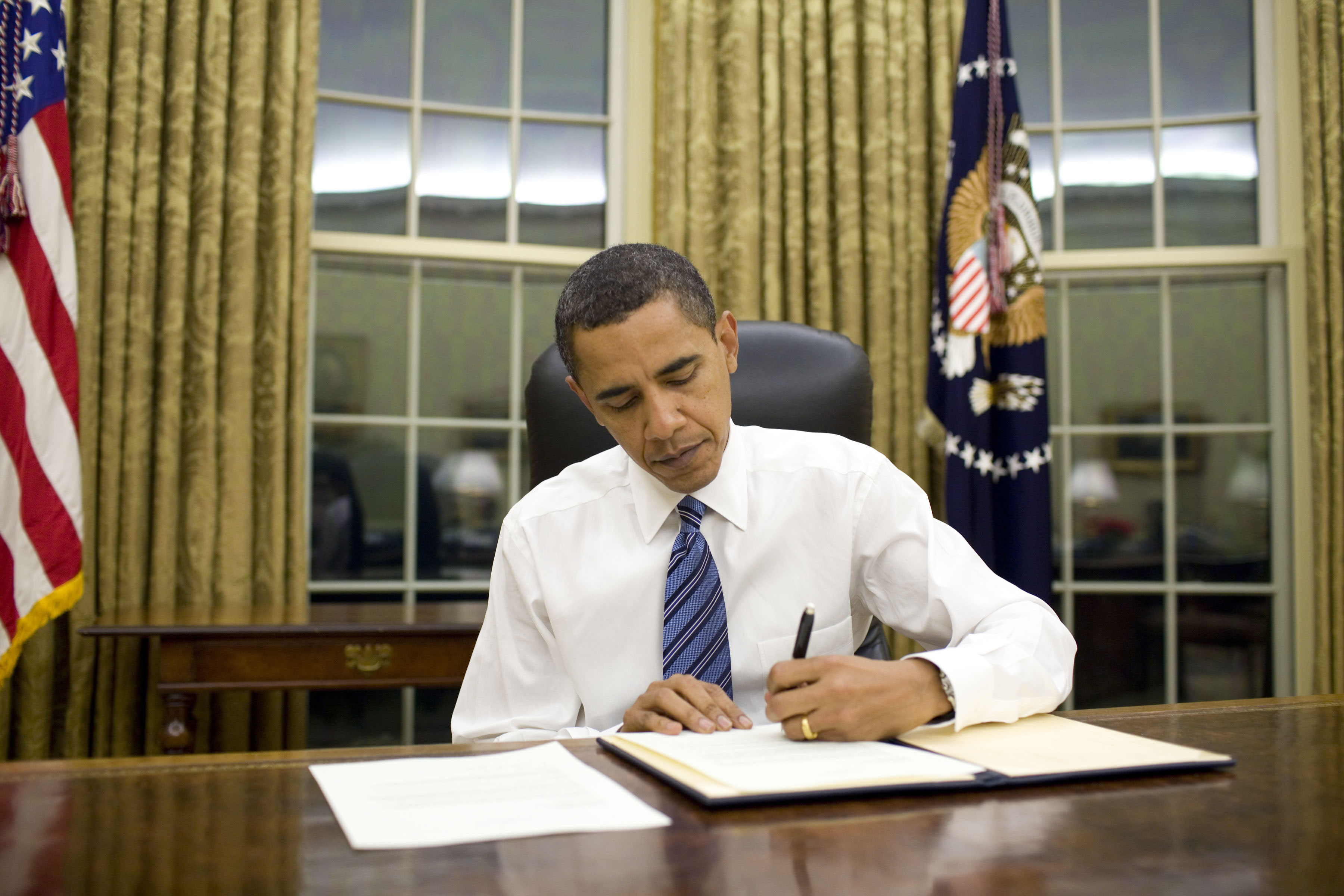
正在簽署行政命令的奧巴馬總統。（2009年1月28日，白宫总统办公室）

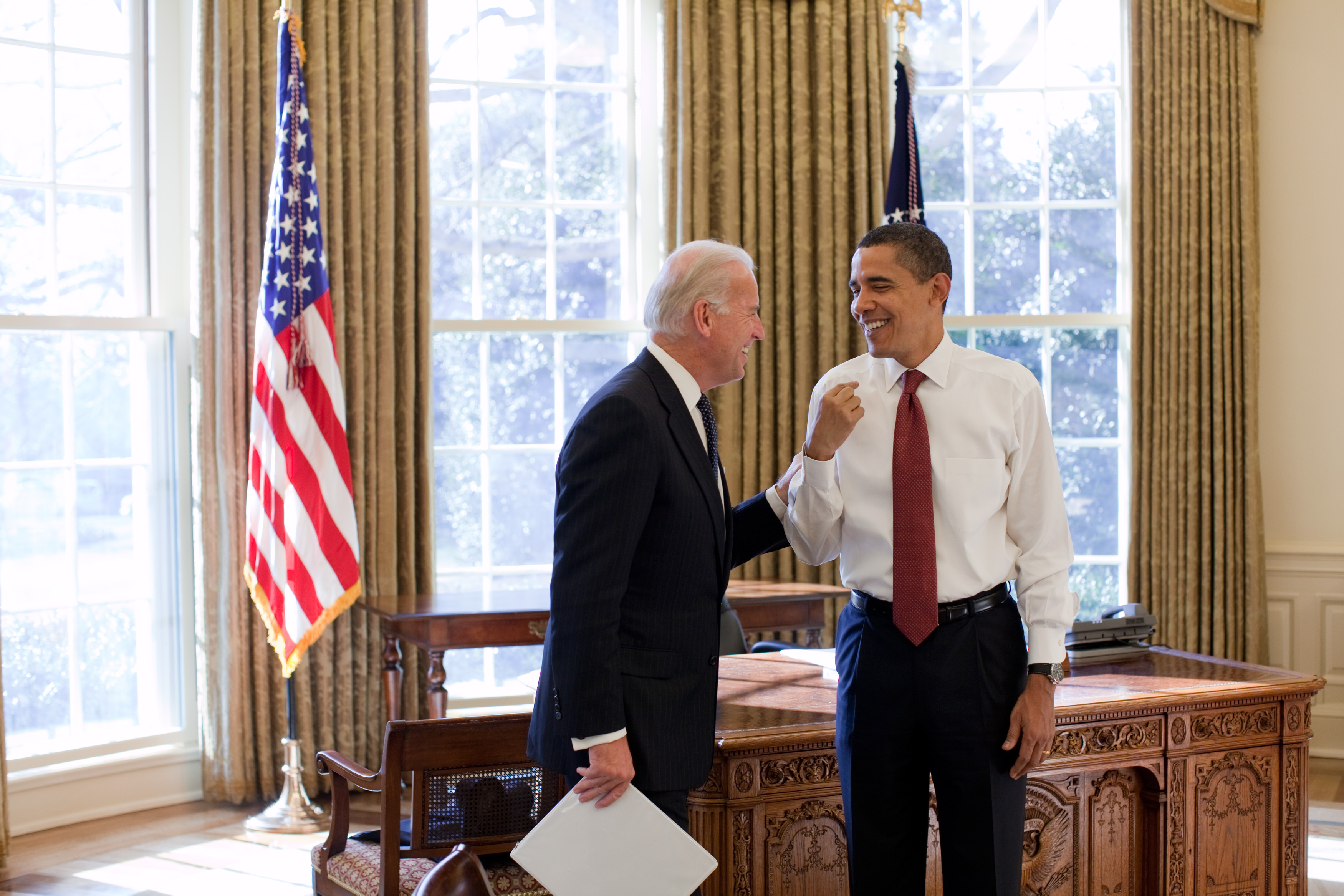
奥巴马与副总统乔·拜登（2009年1月）

2009年1月，奥巴马乘火车沿当年林肯總統旅行铁路路线展开就职之旅，并于出发地费城火车站发表演说，指出美国人民要缔造新的“独立宣言”，要在意识形态中具有团结精神，同时指出国家正面着史无前例的挑战。1月20日，他在美国首都华盛顿国会山前宣誓就任第44任美国总统，但是由于当天在宣誓过程中首席大法官约翰·罗伯茨没有将誓词中“忠诚地（faithfully）”一词按照宪法规定的顺序说出，所以他第二天（1月21日）在白宫地图室重新宣誓，这也扫清对他主政白宫合法性的质疑。然而根据宪法，无论他宣誓与否、誓词是否正确，他已在1月20日中午成为美国总统。宣誓完毕，他在数百万观众的期待中发表就职演说，系统阐述他的政治、经济、外交等政治立场。
2008年12月1日，奧巴馬提名与自己角逐总统宝座的希拉里·克林顿出任國務卿一职。
就任总统后，提名拉美裔女法官索尼娅·索托马约尔擔任美國最高法院的大法官，拟接替退休的戴維·蘇特，2009年8月6日參議院以68票贊成，31票反對通過该项任命。

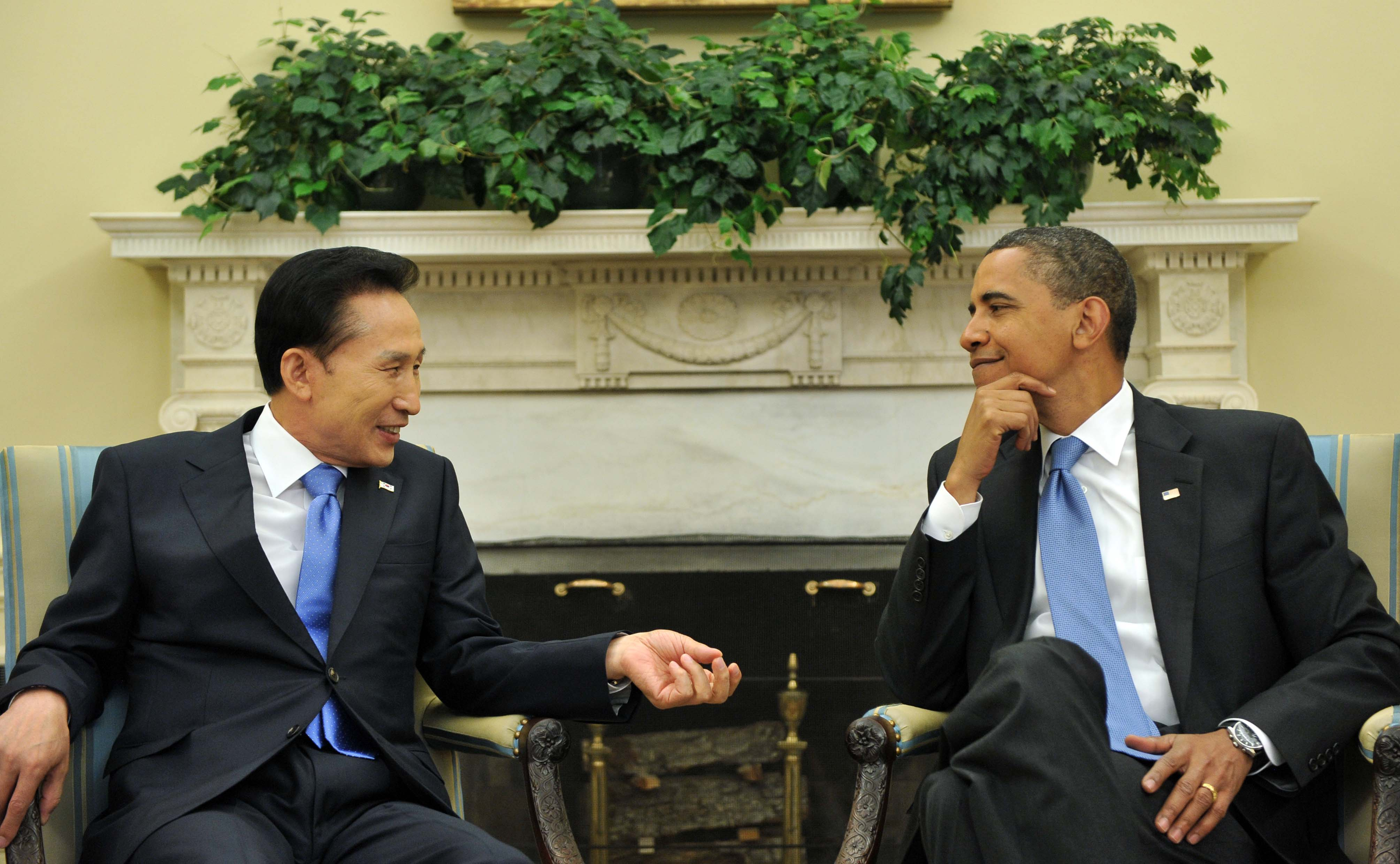
2009年6月16日奥巴马与到访美国的韩国总统李明博会面

### 内阁
| 职位               | 姓名                                              | 任期                                       |
| ------------------ | ------------------------------------------------- | ------------------------------------------ |
| 总統               | 巴拉克·奥巴马                                     | 2009－2017                                 |
| 副总統             | 乔·拜登                                           | 2009－2017                                 |
|                    |                                                   |                                            |
| 國務卿             | 希拉里·克林顿 約翰·凱瑞                           | 2009－2013 2013－2017                      |
| 國防部長           | 罗伯特·盖茨 莱昂·帕內塔 查克·哈格尔 阿什頓·卡特   | 2009—2011 2011—2013 2013－2015 2015－2017  |
| 財政部長           | 蒂莫西·F·蓋特納 贾克·卢                           | 2009－2013 2013－2017                      |
| 司法部長           | 埃里克·霍爾德 洛麗泰·林奇                         | 2009－2015 2015－2017                      |
| 內政部長           | 肯·薩拉查 薩莉·朱厄爾                             | 2009－2013 2013－2017                      |
| 農業部長           | 湯姆·維爾薩克                                     | 2009—2017                                  |
| 商務部長           | 駱家輝 约翰·布赖森 丽贝卡·布兰克 潘妮·普利茨克    | 2009－2011 2011—2012 2012－2013 2013－2017 |
| 勞工部長           | 希爾達·索利斯 塞斯·哈里斯                         | 2009－2014 2014－2017                      |
| 衛生和公共服務部長 | 凱瑟琳·西貝利厄斯 西爾維婭·馬修斯·伯韋爾          | 2009—2014 2014－2017                       |
| 教育部長           | 阿恩·鄧肯 約翰·金恩                               | 2009—2015 2016－2017                       |
| 住房及城市發展部長 | 肖恩·多諾萬 朱利安·卡斯特羅                       | 2009—2013 2013－2017                       |
| 運輸部長           | 雷·拉胡德 安東尼·福克斯                           | 2009—2013 2013－2017                       |
| 能源部長           | 朱棣文 欧内斯特·莫尼兹                            | 2009—2013 2013－2017                       |
| 退伍軍人部長       | 艾力·新關 羅伯特·麥克唐納                         | 2009—2014 2014－2017                       |
| 國土安全部長       | 珍妮特·納波利塔諾 傑·約翰遜                       | 2009—2013 2013－2017                       |
| 白宮幕僚長         | 拉姆·伊曼紐爾 威廉·戴利 雅各布·路 代尼斯·馬克多納 | 2009—2010 2011—2012 2012—2013 2013－2017   |
| 駐聯合國大使       | 蘇珊·賴斯 薩曼莎·鮑爾                             | 2009—2013 2013－2017                       |

### 政治理念

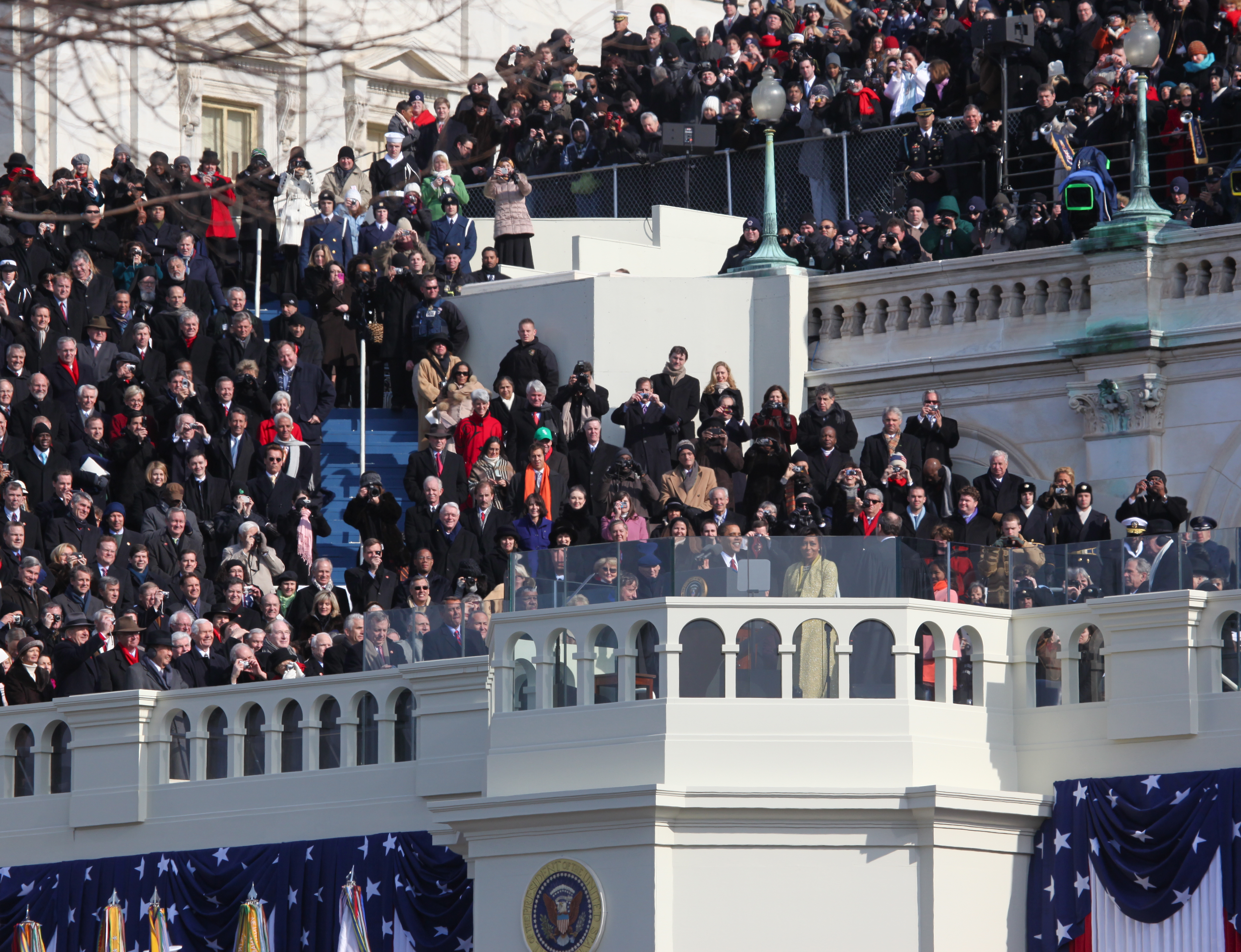
2009年1月20日，奥巴马在就职演说中强调民主、自由、机会平等理念是国家强盛的保证

奥巴马的执政理念在他的就职演说中得到充分体现。他肯定并自信美国是当今世界的强国（演说原文：今天我们依然继承着先辈们的创业和革命精神，在继续他们的事业。在当今世界，只有美国是最繁荣昌盛、综合国力最强大的国家），但于国内、国际仍有诸多问题需要解决，有些问题还异常严峻。他特别强调当前的国内经济非常不景气，然而通过全美人民的共同努力，这种局面是可以扭转的。在他的执政思想中，历史观是非常强的，字里行间都在阐述美国的历史进步，并以他亲身经历加以证明。他以自己的黑人父亲在近60年前连到餐馆就餐都不能如愿（沒有侍者接待）来说明当时美国种族歧视和种族隔离的严重性。但作为黑人后裔的他，今天却可以在美国的政治核心地带——国会大厦前庄严地宣誓就任美国总统，各种族群的人也能够融洽相处，以此阐明美国在解决种族问题上的巨大进步。他对历史上美国政府在处理国际问题上的做法极为肯定。他还认为，美国的民主、自由、机会平等等理念是国家强盛的保证，这种理念比强大的武力更重要。如同美国历任总统的一贯风格，他对国际事务的介入也极为热衷，他在就职演说中有针对性地指出那些在世界上制造矛盾、将自己社会的弊端嫁祸于西方的某些国家领导人，会遭致这些国家人民的唾弃；他还郑重提醒那些依靠腐败、欺骗、压制不同意见等手段固守权势的人要识时务。

## 国内政策

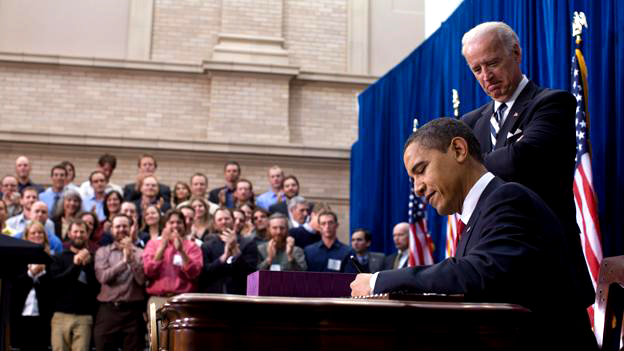
2009年2月17日，奥巴马签署重振美国经济的法案

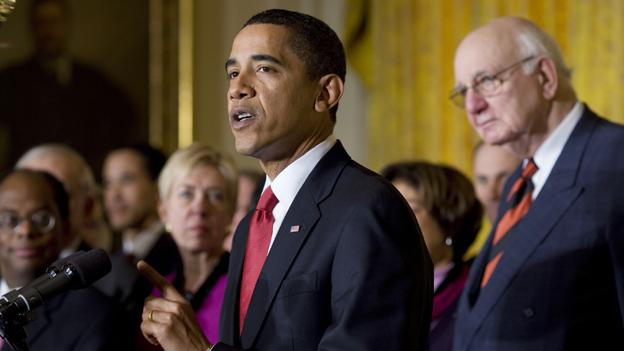
2009年2月，奥巴马宣布成立“经济复苏顾问委员会”

奥巴马就任总统后，美国正处于由房地产次贷危机引发的金融危机蔓延期，全国经济异常萧条。为消除危机的负面影响，他对前任政府的某些政策作了比较大胆的改革，如制定耗资巨大的经济复兴计划、医疗改革、移民政策调整、能源战略修订、税收政策调整、教育体制改革等。

### 经济
奥巴马成功当选总统后，最紧迫的任务是重振美国经济，让它尽快走出衰退的泥潭。他在就职演说中强调美国当前经济情况处于非常不景气时期，这迫使其政治团队必须采取大胆而且快速的行动来扭转这种极为糟糕的经济形势。
他通过对低收入家庭和企业就业岗位的减税，同时增加政府支出，以此加大政府对财政、经济的刺激力度。他还将布什政府用于救市的7000亿美元中的余额（约3500亿）用于房屋业主和小企业的贷款供应，目的是要稳定房产市场和小企业的就业状况。
在环境与能源问题方面，他与布什政府的做法不同，他强调将利用风能、太阳能和地热驱动车辆，为工厂提供能源。对于新能源的研究和开发，他执行加强动作力度和增加政府支出的举措。
关于美国的国际贸易政策，他则主张以“公平”原则对贸易伙伴奉行自由贸易，并提出修订北美自由贸易区的构想。他还就中国的人民币汇率和对华贸易逆差问题，希望与中国方面谈判。
在货币政策上，他十分关注利率大幅度波动给经济带来的不利影响，主张加大对金融市场的监管力度。有媒体认为，他在经济政策方面的做法与克林顿政府颇为类似。
为应对美国失业率高企的严峻形势，2011年6月，奥巴马在视察北卡罗来纳州时抛出“一籃子刺激就业措施”，希望在2012年扭转就业低迷的困境。有媒体指出，他的这一举措是在为自己谋求总统连任铺路。

#### 经济复兴计划
2008年11月16日，当选总统后的奥巴马与候任新财政部长蒂莫西·盖纳和新白宫首席经济顾问劳伦斯·萨默斯探讨经济复兴计划，26日提名联邦储备委员会前主席保罗·沃尔克为总统经济恢复顾问委员会负责人，来组织、实施经济复兴计划。该计划估计耗时两年，涉及金额可能高达1万亿美元，远超外界预期。由于当时美国经济正衰退且持续恶化，失业率高企，美国劳工部公布的2008年11月份失业率高达6.7%，创34年来单月最高记录，且有持续攀升至9%的趨勢，因此美国各界对他的大规模经济复兴计划滿懷期望。有媒体评论他宏大的经济复兴计划涉及宏观战略部署，含有非经济战略意图，不可能在短期内有成效，还会使政府开支更加庞大，从而加剧金融危机。
奥巴马经济复苏计划的内容主要有：政府节能、启动大规模基建、学校大规模硬件设施升级、改进医疗状况和普及宽带网。他的计划内容均属耗资极其巨大的项目，他希望该计划能化解当前的经济危机、提高就业率以及增强国家在国际上的竞争力。

#### 能源战略

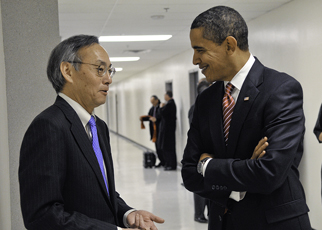
奥巴马与华裔美国能源部长朱棣文（2009年2月）

在能源战略上，奥巴马倡导绿色环保概念，以节能减碳、降低污染的绿色能源环境为表现形式，并计划倾巨资努力打造。他的能源战略内容有：改善现有电网系统，並将太阳能、风能、地热能并入全美统一电网，最大限度地发挥国家电网的使用效率；发展节能型车辆。他还计划将用于进口石油的资金转向发展太阳能、风能和地热能电站，减轻对石油的依赖，如此计划顺利实现，美国的能源体系将产生革命性变化，进而改变整个美国的生产和生活方式。有媒体指出，如果他的绿色能源战略获得成功，其意义将不亚于IT产业革命。
2009年1月20日，奥巴马提名华裔科学家、诺贝尔物理学奖获得者朱棣文担任美国新能源部长的提案获得联邦参议院无异议通过，1月21日朱棣文赴任。有评论认为他此次提名朱棣文为新能源部长，是看重他在研發再生能源方面所取得的成績，冀望其帮助自己實現環保能源大計及减少对石油进口的依赖。
有中国媒体认为，奥巴马所推崇的风能、太阳能等绿色能源受到美国产煤区的抵制，并分析指出，美国在短期内对煤炭和石油的依赖性仍将继续存在。他的政府在能源战略中提出的低碳排放限额交易政策就遭致产煤大州的反对，如西弗吉尼亚州就明确表示该政策会对当地的就业造成严重影响。

#### 税收

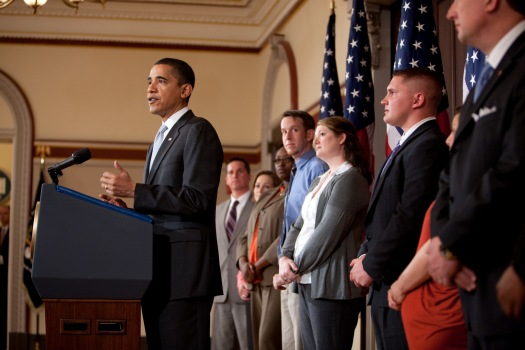
2009年4月，奥巴马在华盛顿阐述他的税政主张

奥巴马在税收政策上倾向對企业和富裕人群增税，而对于普通家庭则主张减税，并认为这样能使大多数美国工薪人士在国家税制方面受益。有媒体认为他的税收理念是“劫富济贫”，他本人将因此政策而多付1万美元的税款。虽然他的“税政”对美国多数家庭有好处，但也遭致许多人的反对和抗议活动，抗议者指责对企业和富人的高税率政策是“大政府”行为。他的税政有两项主要内容：其一，对一些富人利用其他国家或地区相对宽松的税收环境隐瞒收入、逃避税务核查之情形，税务部门要求海外银行配合美国的税务调查，堵住逃税行为；其二，改变跨国公司纳税方式，使跨国公司无法在外汇收入方面实施逃税行为。他认为一些跨国公司和纳税人的逃税行为相对于循规守法的普通民众而言，明显不公平，必须将这一情况改变。
2009年3月，美国官方列举数据指出，奥巴马的税政措施在10年内能使美国的中产阶级家庭获得7360亿美元的税负减免，有95%的工薪家庭将从中受益；小企业也得到近1000亿美元的税负减免。另一方面，新税政取消对石油公司的退税，美国的海外投资公司税收优惠政策亦将取消。

### 教育

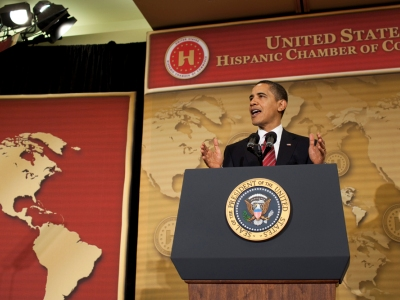
2009年3月，奥巴马在伊利诺伊州发表教育改革演讲

2009年3月，奥巴马在其教育改革演讲中，阐述美国的繁荣不在于拥有多少物质财富，而在于后代拥有良好的教育，他认为教育是“美国繁荣的根源”，是成功的先决条件。
奥巴马在教育方面基本遵循布什政府的现有教育框架，但提出“0岁至5岁教育计划”和“美国机会税收优待计划”两项教育新主张。前者指每年由联邦政府拨款100亿美元资助各州学前教育的普及，为所有学龄儿童提供平等教育机会；后者以降低大学生的学费为主旨，为他们提供学费资助，但受资助的大学生必须以从事无偿的社区服务作为条件。对于布什政府的《不让一个孩子掉队》的教育法案，他对其作多项改进，强调学生的教育质量与教师业绩挂钩，如：改革为考试而教学，倡导教育科目要全面，对失败学生更多关怀，增加教育经费等。他对公立学校的现有状况并不满意，为实施他的教育改革，要求美国各州增加对特许学校的拨款，支持特许学校的发展，但其成效还有待时间检验。另外，他认为为提高美国在国际上的长远竞争力，必须强化国民教育，提高学校教育质量，將降低高中学生辍学率作为国家的首要任务。关于教师待遇问题，他主张实行绩效工资制，提出加强教师聘用、培训、留任及奖励的优惠计划。

### 移民政策
奥巴马未成为总统之前就提及美国的移民问题，他认为美国边境管理较以前有了很大改善，为实施移民改革的客观条件已成熟，他承诺一旦当选总统将改善美国的移民政策，并表示在打击雇佣非法移民上不会让美国工人失业，强调自己的“梦想计划”移民法案，主张为未成年人的非法入境者提供基础教育。他在非法移民问题上持温和态度，他认为美国非法移民数量庞大，有的非法移民已与美国公民组成家庭并生育具有美国公民身份的子女，将他们全部遣回原籍乃非现实，故应采取适当方式使他们身份合法化，化解可能引发的社会问题。有媒体指出奥巴马的这一移民政策主张，使移民社区受益良多。
奥巴马移民政策的主体思路基本以2007年的美国移民改革法案为基础，主要内容为加强边境管制，减少非法入境；增加政府监督工作，对雇用非法移民的雇主诉诸法律制裁；对于非法移民提出一条最终可以获得美国公民身份的途径；缩短合法移民的移民排期。但由于诸多因素的制约，该法案当时并未获得国会通过。2008年11月，他成功当选总统，12月提名亚利桑那州州长珍妮特·娜珀莉塔诺为自己内阁的国土安全部部长，以实施他仍将继续的移民改革计划。
2009年6月，奥巴马给纽约华人侨领黄克锵复信阐述他的移民观点，他表示要帮助和支持已经旅居美国、道德行为良好的无证人士获取美国公民身份，并重申在保证边境安全的前提下，欢迎新移民的到来。此前的4月份，他曾表示要以非法移民的合法化来推动美国经济，让非法移民走出身份阴影，为美国经济增添活力。

### 宗教事务
奥巴马认为宗教信仰的力量能将人民团结在一起，并能给他们带来幸福，它是美国民众生活的重要组成部分。对于美国的宗教政策，他基本沿袭上一届政府的既定方针，支持宗教机构的社区活动。美国人口来源复杂，宗教人群庞大，教种教派林立，他认为美国宗教信仰的差异不会引起国家分裂。他不反对国家权力机构允许宗教人士进入，比如总统办公室，这样做不但不会违背美国宪法所规定的政教分离精神，反而有利于调和政府与宗教组织和宗教人士的关系。他指出不能将宗教信仰作为战争的借口，亦反对以宗教信仰的差异来制造人为的社会隔阂。他进一步分析指出，不同的宗教念诵不同的经文、听从不同的命令，但都有共同的真理，人民不能因所信奉的教种不同排斥异教徒，甚至萌生仇恨。

### 医疗改革

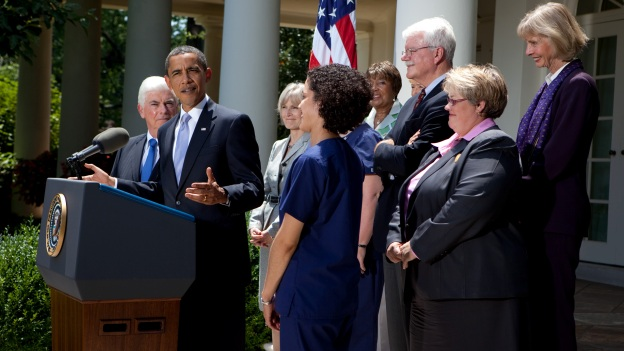
2009年7月，奥巴马就医疗改革方案发表演说

奥巴马就任总统后，呼吁国会通过立法，改革美国现有的医疗制度，以实现他竞选总统时对选民的关键承诺和国家高度法制化的目标。在医改方案中，他提议将医疗保险覆盖面扩大到未投保人士，并规定保费增长的上限，人们在离职和变换工作时，他们的医保权益应予保留。他的医疗改革方案，计划耗时10余年，涉及资金9000亿美元。该计划包括一项政府保险计划，同时鼓励民众双向选择，参与公共合作医疗保险，其主旨是降低保险成本和提高民众的健康保障质量。医改计划将每一个美国公民都纳入政府的医保范围，从而减少非法保险公司的存在。该计划包括医疗保险开支的削减和提高保险公司的税负两方面。
2009年7月14日，众议院的民主党领导人介绍长达1017页的美国医保制度修正案，奥巴马希望国会在2009年底予以批准。在2009年国会夏季休会期间，医改方案经过公开辩论。9月9日，他在国会联席会议上发表演讲，阐述医改管理计划的必要性。2009年11月7日，双向选择医保法案获得众议院通过，12月24日参议院以60票支持39票反对的投票结果，通过单项医改法案。2010年3月21日，医改法案获得参议院通过，3月23日众议院以219票支持，212票反对亦最终通过，歐巴馬總統隨即於2010年3月23日簽署法案，正式成為法律。在共和黨於2010年期中選舉取得眾議院多數黨地位後，於2011年1月19日以245票支持、189票反对的投票结果，将奥巴马的医改法案废除，但在參議院，因民主黨仍是多數黨，廢除案甚至未排上議程，法律得以得到保留。2012年6月28日美国最高法院宣判絕大部分的法案是合憲的，而使法案將於2013至2014年間逐漸實行。

### 墨西哥湾漏油事件

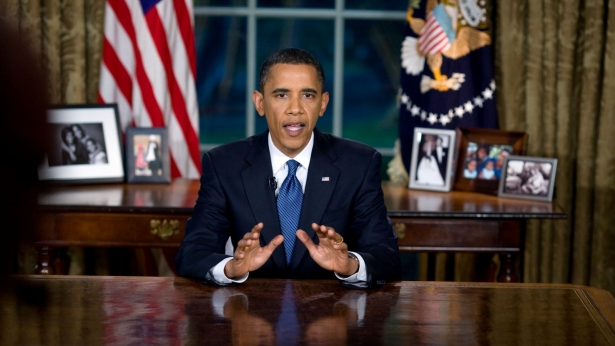
2010年6月，奥巴马在总统办公室就漏油事件发表讲话

2010年4月20日，英國石油公司在墨西哥湾的石油钻井平台发生爆炸，有11名工作人員因之而死亡，17人受傷，并造成墨西哥湾海域大面积的油污，严重影响沿岸美国各州的生态环境，是美国有史以最严重的环境灾难，奥巴马因此面临就任总统以来严峻的执政挑战。
奥巴马认为漏油事件的严重性及后果堪比2001年的九一一袭击事件，他多次前往漏油现场视察，并与墨西哥湾沿岸各州及英国石油公司磋商解决办法。他指出这起漏油事件将如九一一袭击事件一样改变美国人的思维方式，使国家对未来的能源和环保政策作重新审视。但他在处理事件时的举措遭致许多民众的质疑和反对，认为他对事态反应迟钝、处置不当、缺乏效率，因此引发国内许多地区的抗议示威。有人认为他是“英国傀儡”，也有人将他的形象丑化成阿道夫·希特勒，民众对他工作的满意度也随之下降，创下就任总统以来支持率的新低；在野的一些共和党人也认为他对事件的反应太慢。所有这些均对他的执政能力构成挑战。

### LGBT權益
奧巴馬在上任前雖然一直支持同性戀權利，但卻反對同性婚姻，2008年大選時，他曾表示反對同性婚姻，但贊成民事結合作為一種替代。奧巴馬強調，這只是他個人的觀點，他仍支持由各州的政府自行決定是否承認同性婚姻。
2012年5月9日，奥巴马在接受美国广播公司新聞主播罗宾·罗伯茨采访时，首次表明支持同性婚姻的态度，获得娱乐圈众多明星的交口称赞。奧巴馬成為首位公開支持同性婚姻合法化的美國總統。在奥巴马宣布支持同性婚姻后90分钟后，他获得100万美元政治捐款。奥巴马表示，这个国家在“把权利和义务扩展至每个人”的时候从没有出过错，“同性婚姻不会削弱家庭，而且會巩固了家庭，”在歌星瑞奇·马丁主持的筹款活动上，他对同性恋支持者以及其他民众说，“这是要做的正确的事情。”

### 枪支管控
尽管共和黨控制的国会已经搁置奥巴马政府的控枪议案，但白宫官员表示他们仍未放弃这个议题。2013年，奥巴马签署了23个控枪相关的行政命令，就是为了尽可能地绕开国会而采取一些适度的措施。
2014年6月10日，在共和黨擋下控枪法案後，美国总统奥巴马当地时间10日对外承认其推动控枪法案失败。奥巴马说，此时他羞于做美国人，并称作为一名父亲，他担心这个国家不能有效控枪而引发更多的悲剧。

## 对外政策

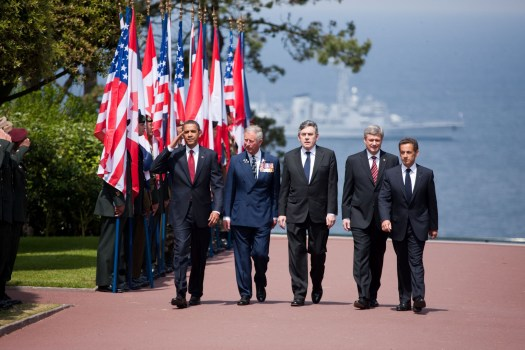
2009年6月6日，奥巴马在法国参加诺曼底登陆65周年纪念活动

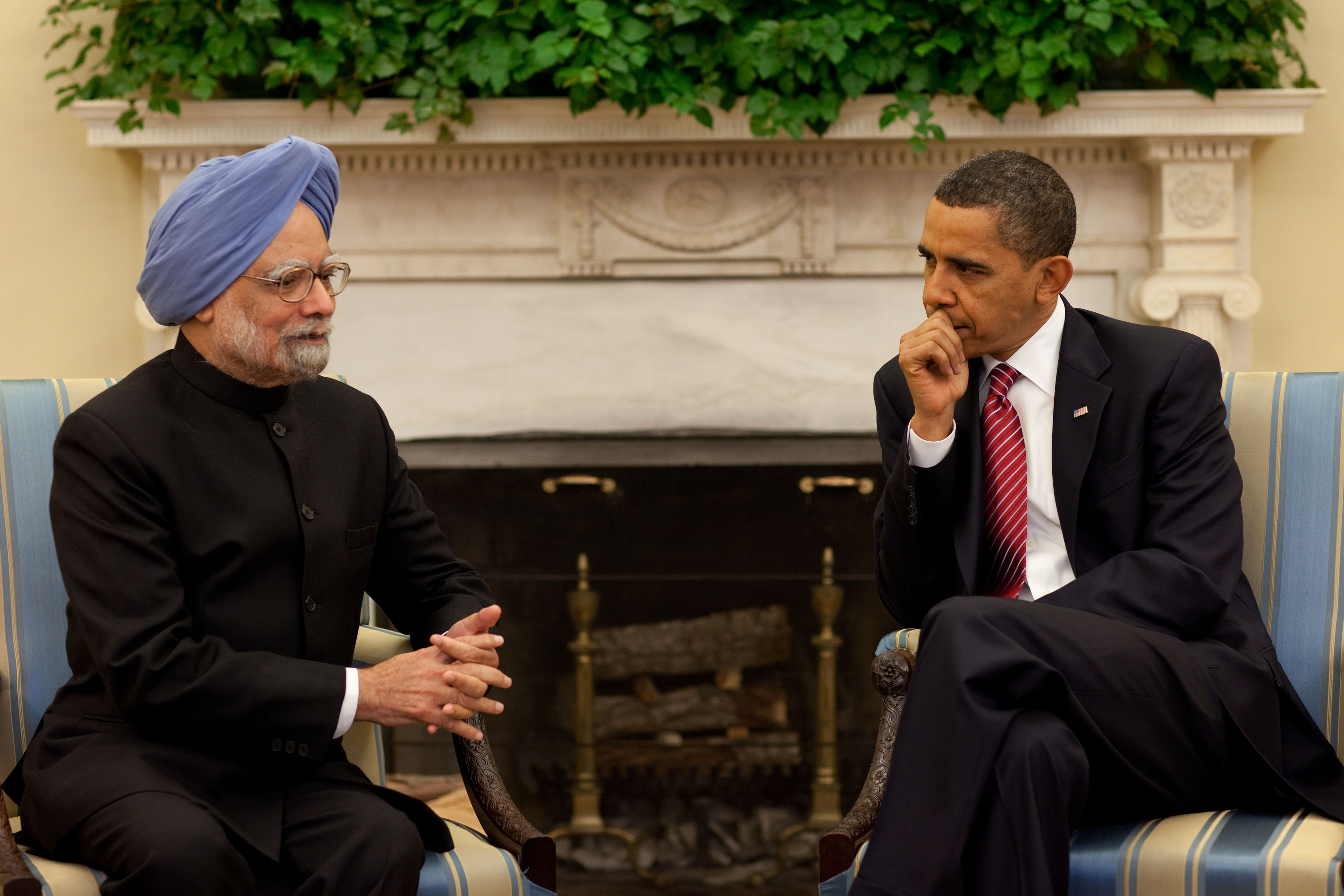
2009年11月24日奥巴马与印度总理曼莫汉·辛格会面

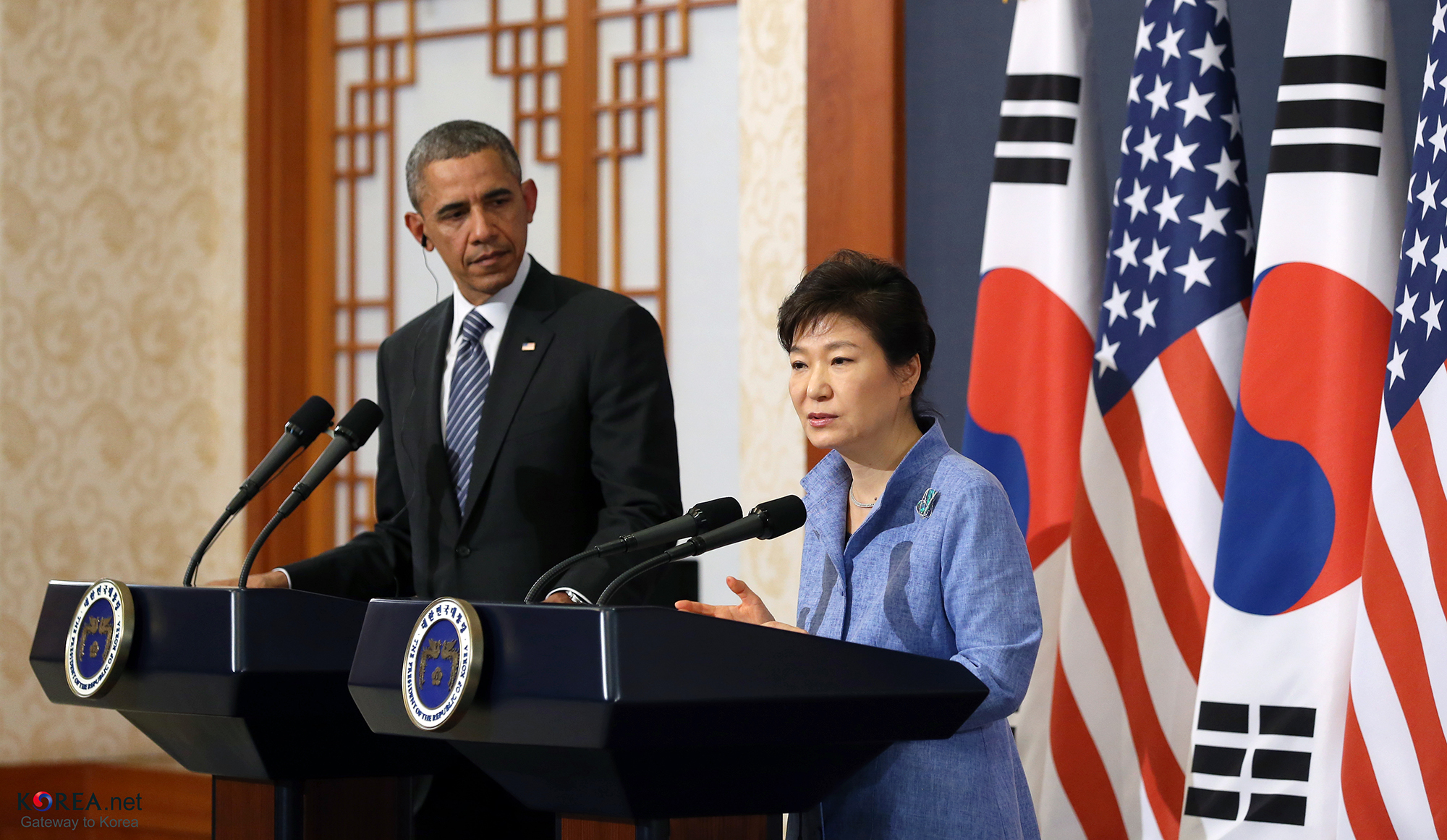
2014年4月25日奥巴马访问韩国首尔，与韩国总统朴槿惠会面

2009年4月22日，在美国众议院外交委员会举行的听证会上，美国国务卿希拉里·克林顿阐述奥巴马对外实施的“怀柔政策”，比如对伊斯兰国家“永不交战”、试图从伊拉克撤军、关闭关塔纳摩监狱、结束酷刑、正视全球变暖问题的政策取向，《华尔街日报》将奥巴马政府的这种对外政策评价为“适度”。他表示愿意与盟友甚至是自己的敌人合作，解决核武器等全球性问题；他承诺遵循法制、尊重人权，在军事上尽量保持克制，而于外交方面则加强与其它国家的结盟，并尽可能与世界上的伊斯兰国家建立友善和睦的双边关系。奥巴马政府的对外政策属于温和、柔性型，与前任布什政府的强硬单边政策风格迥异。他在处理对外关系上还要与上一届政府推行的政策划清界限，他认为单靠美国自己的力量还是无法保护自己，所以要加强与其它国家或组织的政治、军事结盟，努力改善与伊斯兰世界的关系，这样国家才会安全。他还强调自己的这一届政府在对外关系上必须依法行事，没有权利为所欲为。

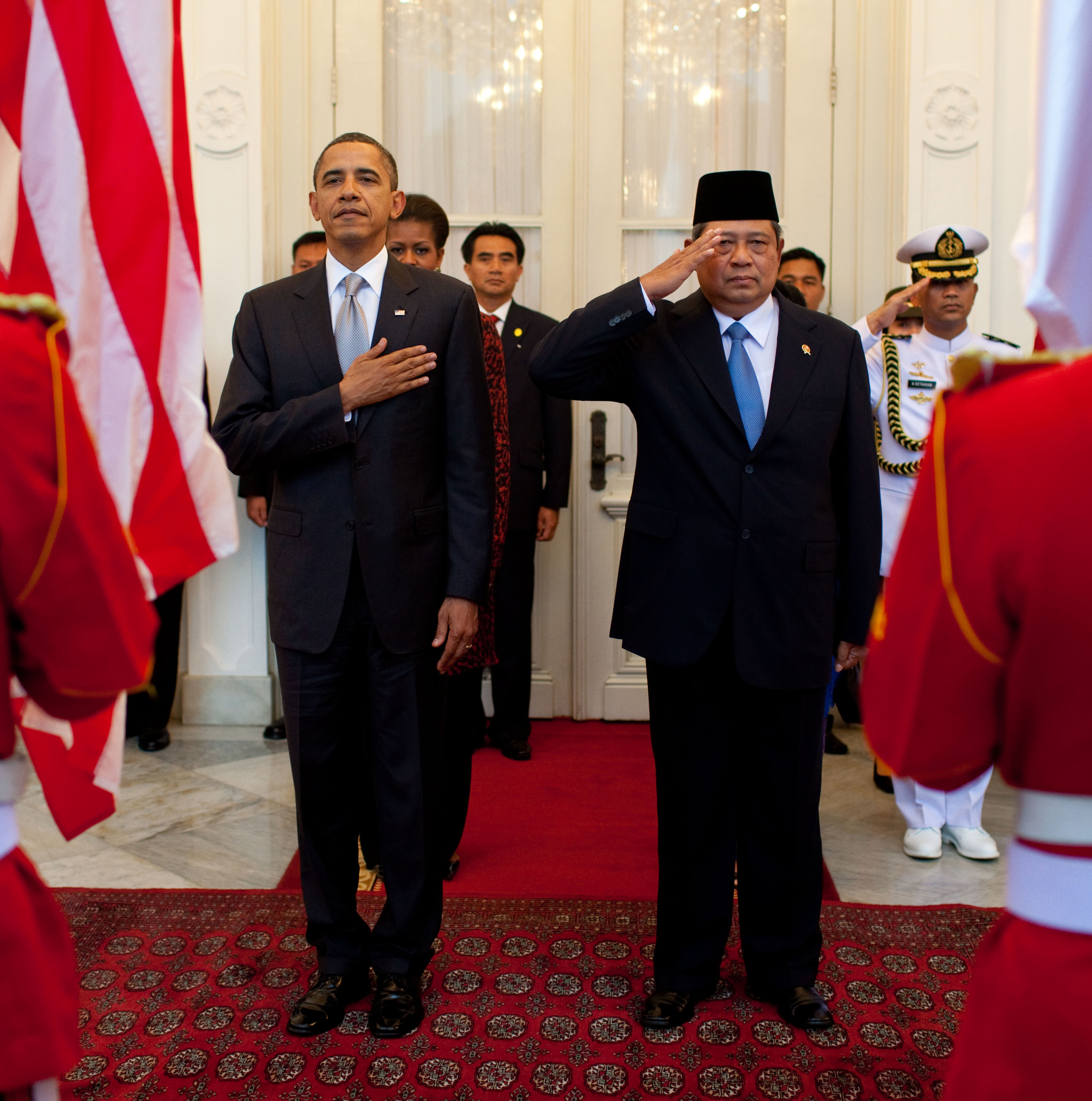
奥巴马及印尼总统苏西洛·班邦·尤多约诺於2010年11月9日共同出席於獨立宮的典禮，奥巴马曾於孩童時期居住於雅加達，因而在印尼相當受到歡迎

### 中东及北非

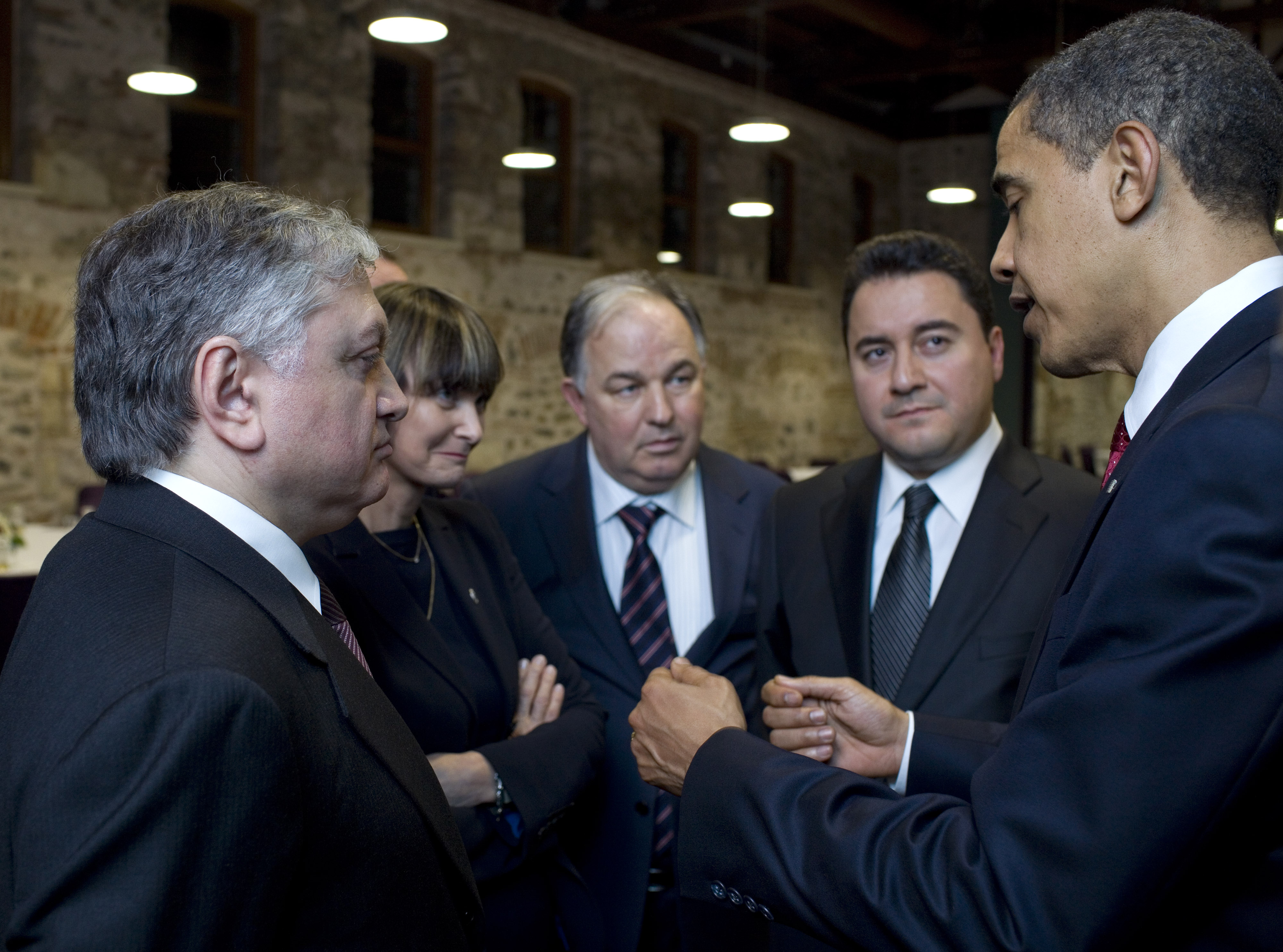
2009年4月，奥巴马在土耳其伊斯坦布尔会见外国的部长

伊斯兰世界主要集中在中东地区，这里是历届美国政府的战略重地，关系到美国的能源战略，奥巴马政府认为改善与伊斯兰世界的关系对美国至关重要。以色列是美国在中东地区的战略盟友，历史上以色列和巴勒斯坦经常发生军事冲突，美国似乎更偏袒以色列，这使伊斯兰世界认为美国在处理巴以问题方面有失公允，从而遭致他们对美国的不满情绪。
奥巴马就任总统后，即刻向伊斯兰世界表示善意，希望能彼此友好相处，并许诺对伊斯兰国家“永不交战”。他在就职演说中特别提到对于如何发展与伊斯兰穆斯林国家的关系，他指出与穆斯林国家相处要以互相尊重为基础，遵循共同利益的原则，要顺应时代发展，另辟蹊径，采取新的处理方法，尽量改善与他们的关系，前述的“永不交战”就是其中的重要内容。另一方面，美国政府实施的反恐政策则使他的政府在对伊斯兰世界修好的政策取向上造成矛盾，有媒体分析认为，他的政府在处理与伊斯兰世界关系的政策上与上一届政府的做法有着千丝万缕的关联，如在反恐方面只是将战场从伊拉克转入阿富汗，并认为阿富汗的反恐局势更为恶劣。有军事分析人士还认为，如果向阿富汗增兵，美国将会有风险。
2011年5月19日，奥巴马在美国国务院再次发表中东政策演讲。一方面，奥巴马表示美国对该地区的外交政策面临历史性的机遇，支持中东北非地区的政治改革和民主进程成为美国外交的“最优议程”。另一方面，奥巴马讲话也涉及到巴以和谈僵局的问题，奥巴马希望巴以之间的谈判以1967年的边界为基础，美联社等新闻媒体认为這是奥巴马政府在中东和平政策上的一个重要转变。但有舆论认为，奥巴马的这一表态无疑将触怒以色列。同时，奥巴马在当天讲话中重申与以色列坚定的盟友关系，但警告巴以双方，如果依然我行我素，不能共同致力于推动和平协议，他们将面对更大的风险。
2016年12月，聯合國安理會通過禁止以色列在約旦河西岸屯墾決議，在美國無反對下通過，以色列對此強力反彈，因為此決議等於宣佈約旦河西岸是以色列佔領巴勒斯坦領土，違反兩國方案原則，也間接宣告巴勒斯坦國有一種準國家的類主權概念。以色列總理尼坦雅胡對閣員表示，從掌握的情資顯示，此一決議無疑是歐巴馬政府發起、支持、協調措辭且要求通過的，外界認為是歐巴馬在擺脫選舉包袱後開始展現長期以來的內心真實意識形態，作一些早就想做的事。尼坦雅胡召見美國國務卿克里表明「如同我在週四（22日）說的，朋友不會把朋友提交安理會。」這是1979年以來美國首次沒有行使否決權阻礙聯合國通過譴責以色列的決議案，此案由新西蘭，塞內加爾，馬來西亞和委內瑞拉在英國協助起草文件、法國鼓動下提出，以色列隨後宣布對四國中有邦交的新西蘭、塞內加爾撤回大使和中斷一切援助交流。

#### 伊拉克和阿富汗

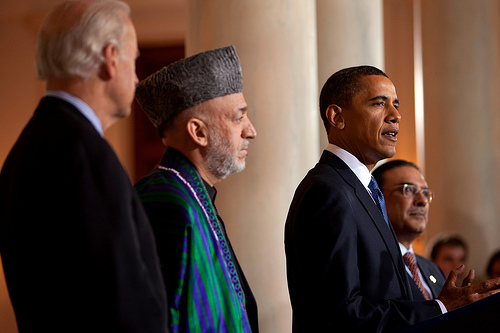
奥巴马与阿富汗总统卡尔扎伊及巴基斯坦總統扎爾達里在白宫（2009年5月）

在新舊总统交接的过渡期，当选总统奥巴马决定讓现任布什内阁的国防部长罗伯特·盖茨留任。
2009年2月27日，奥巴马宣布将在18个月后结束伊拉克战争，此番言论促使美国一支海军陆战队准备在阿富汗军事部署。就伊拉克撤军问题，他认为：2010年8月31日前，美军撤出伊拉克是完全可以做到的，并认为此后美国在伊拉克的使命结束。他计划将驻伊拉克的美军由2010年8月的14.2万人逐步缩减，到2011年底总人数将降到3.5至5万人。他认为该撤军计划属于驻伊美军的过渡期任务，保留下来的部队主要用于打击伊拉克的恐怖主义，并为伊拉克本国的安全部队提供训练、装备以及意见咨询服务。
奥巴马上任伊始便提出要加强美军在阿富汗的军事力量。2009年2月1日，他宣布要将1.7万美军充实到驻阿富汗部队，以“稳定那里不断恶化的局势”，他认为当时的美国军方对阿富汗局势重视不够，即在“战略关注度、部队指挥以及军需物资配置”方面都没有很好重视。为此他于2009年5月，将驻阿美军总司令大卫·D·迈凯南将军予以调换，任命原美国特种部队司令斯坦利·A·麦克里斯特尔中将为驻阿美军总指挥。他认为斯坦利的特种部队经历有助于在阿富汗实施反恐怖作战。2009年12月1日，他宣布向阿富汗增兵3万，同时建议18个月后开始撤军。

### 拉丁美洲

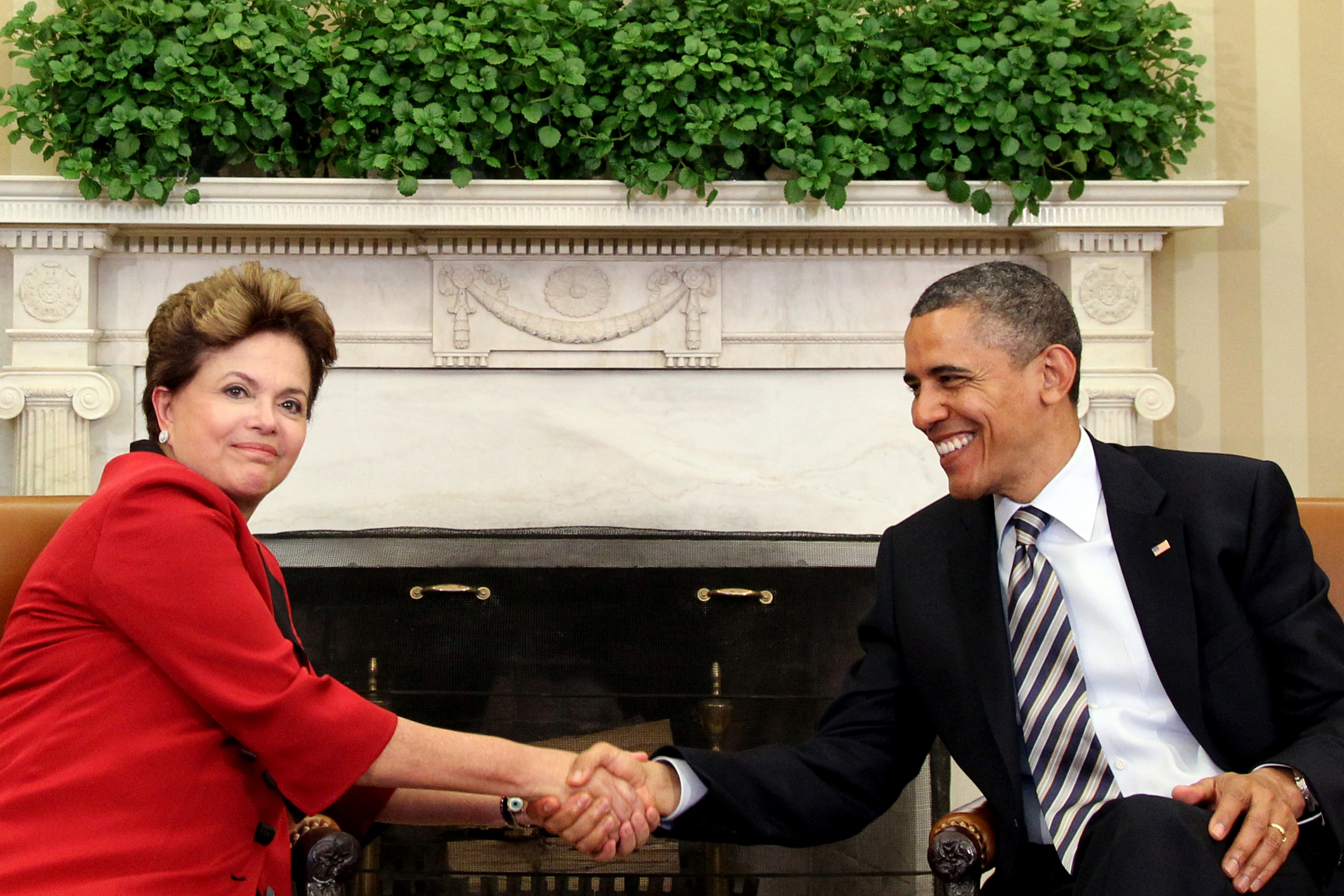
2012年4月14日奥巴马与巴西总统迪尔玛·罗塞夫会面

奥巴马政府对前任政府在拉丁美洲的政策取向上有所调整，他认为美国在美洲的领导地位必须重新考量，要建立新的美洲联盟。
为消除部分拉美国家对美国的不友好情绪，他的政府在对外政策上增加对他们的经济援助，并与一贯反美的古巴勞爾·卡斯特罗政府和委内瑞拉查維茲政府直接对话；也有拉美国家的政府领导人对他的拉美政策表示不满，如阿根廷总统克里斯蒂娜·费尔南德斯就批评他在其外交政策上不重视拉美地区，特别是没有对洪都拉斯爆发的军事政变推翻左翼政府采取强硬立场，使部分拉美国家对他的政府的拉美政策失去憧憬。
奥巴马政府在任內一直致力推動美國與古巴進行和解，2015年，美國及古巴恢復中斷54年的外交關係。2016年3月，他成為88年來，首位訪問古巴的美國總統。

### 加拿大

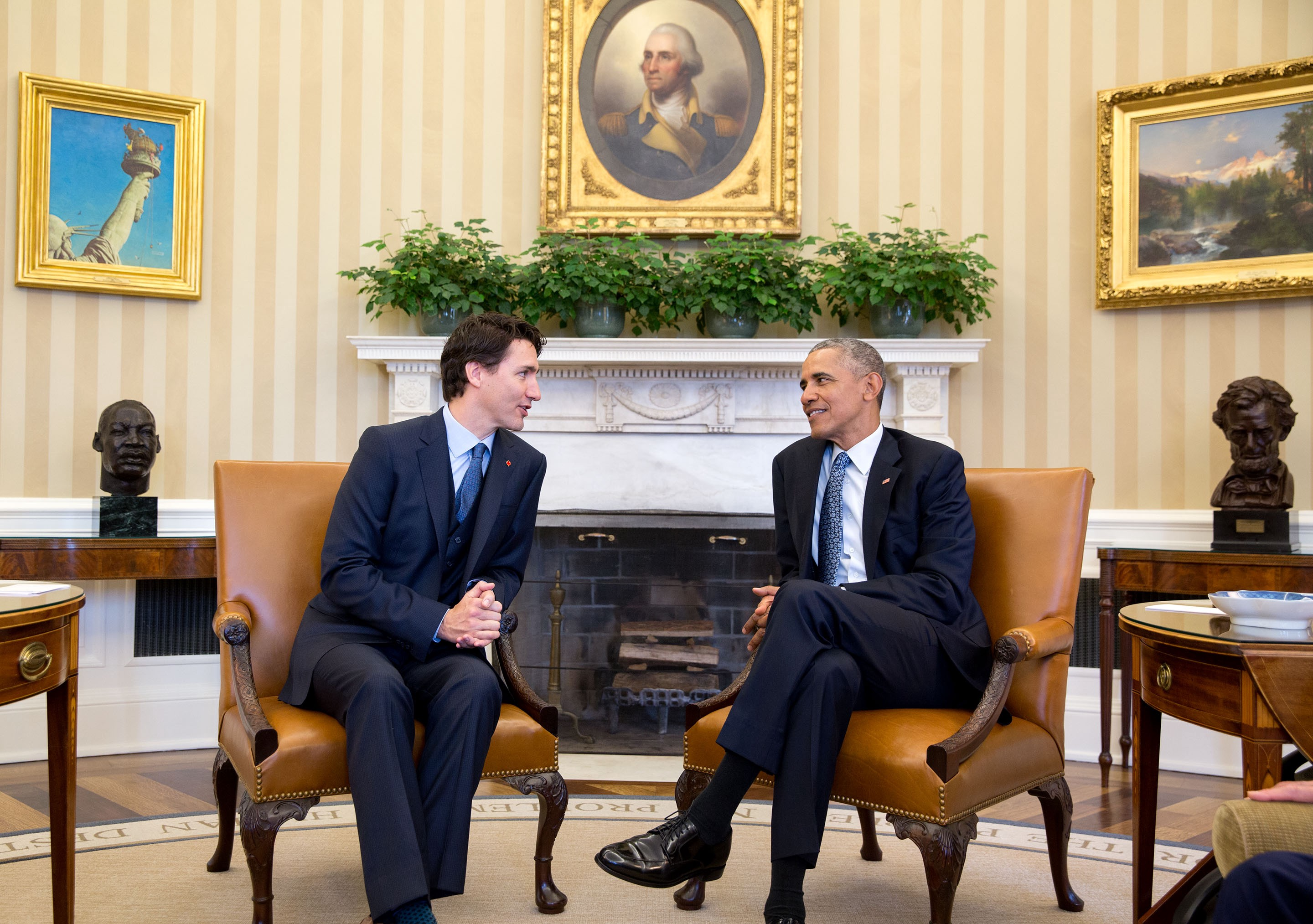
2016年3月10日，奥巴马与加拿大总理贾斯廷·特鲁多在白宫会面

加拿大为美国近邻，两国政治、经济关系密切，都在阿富汗驻有军队。2009年2月，奥巴马短暂访问加拿大数小时，就两国推进“清洁能源对话”与加拿大总理哈珀磋商，为双方签订北美气候变化条约铺路。对于与加拿大的关系，他强调他的这一届政府将遵循两国间的北美自由贸易协定，希望加拿大在刺激本国经济中，不要对“买美国货”反应过度。另外，虽然美国与加拿大都向阿富汗派驻了军队，但奥巴马向阿富汗增兵时，没有明确要求加拿大跟随自己增兵。

### 欧盟

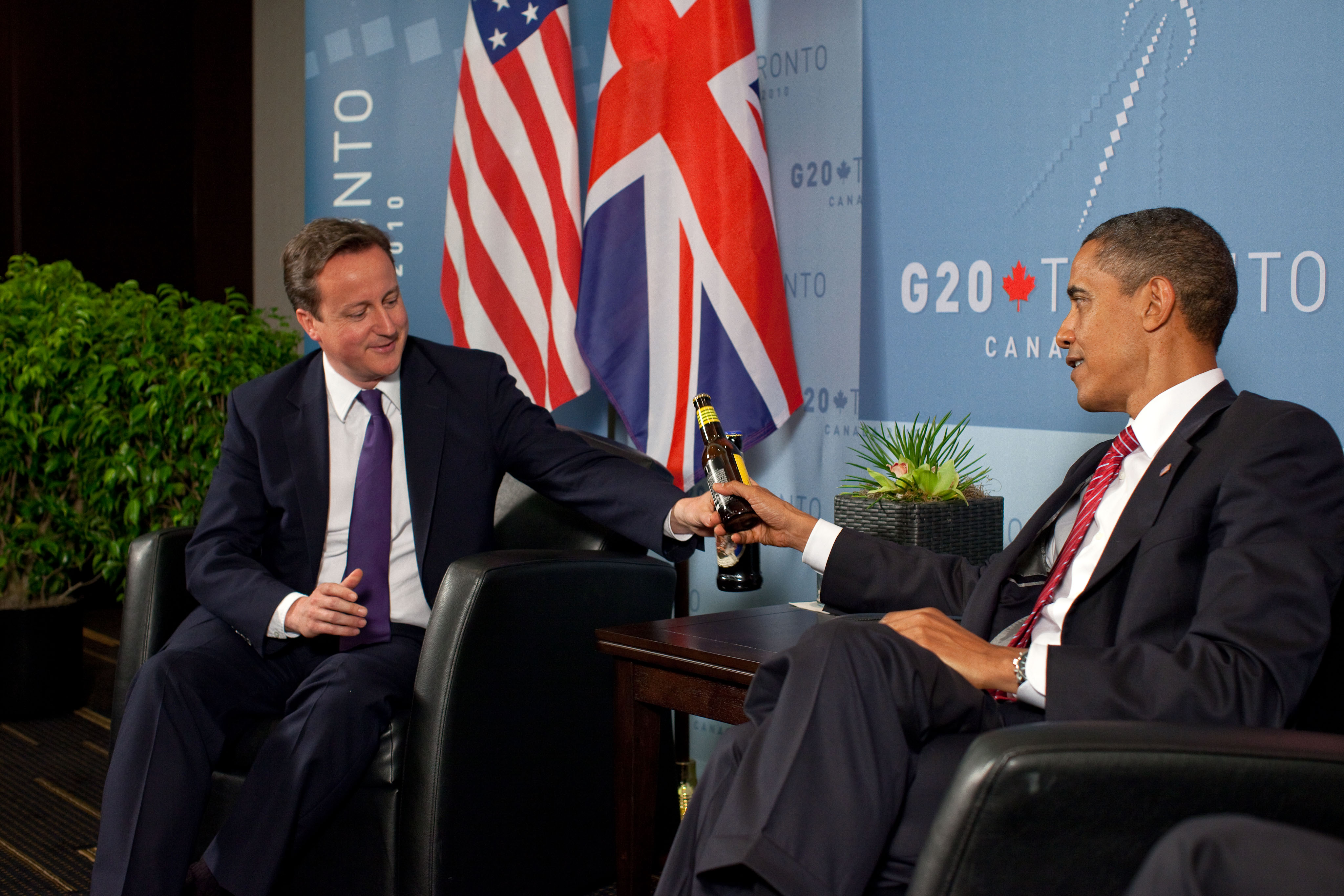
奥巴马出席加拿大的2010年二十国集团多伦多峰会，与英国首相戴维·卡梅伦会面

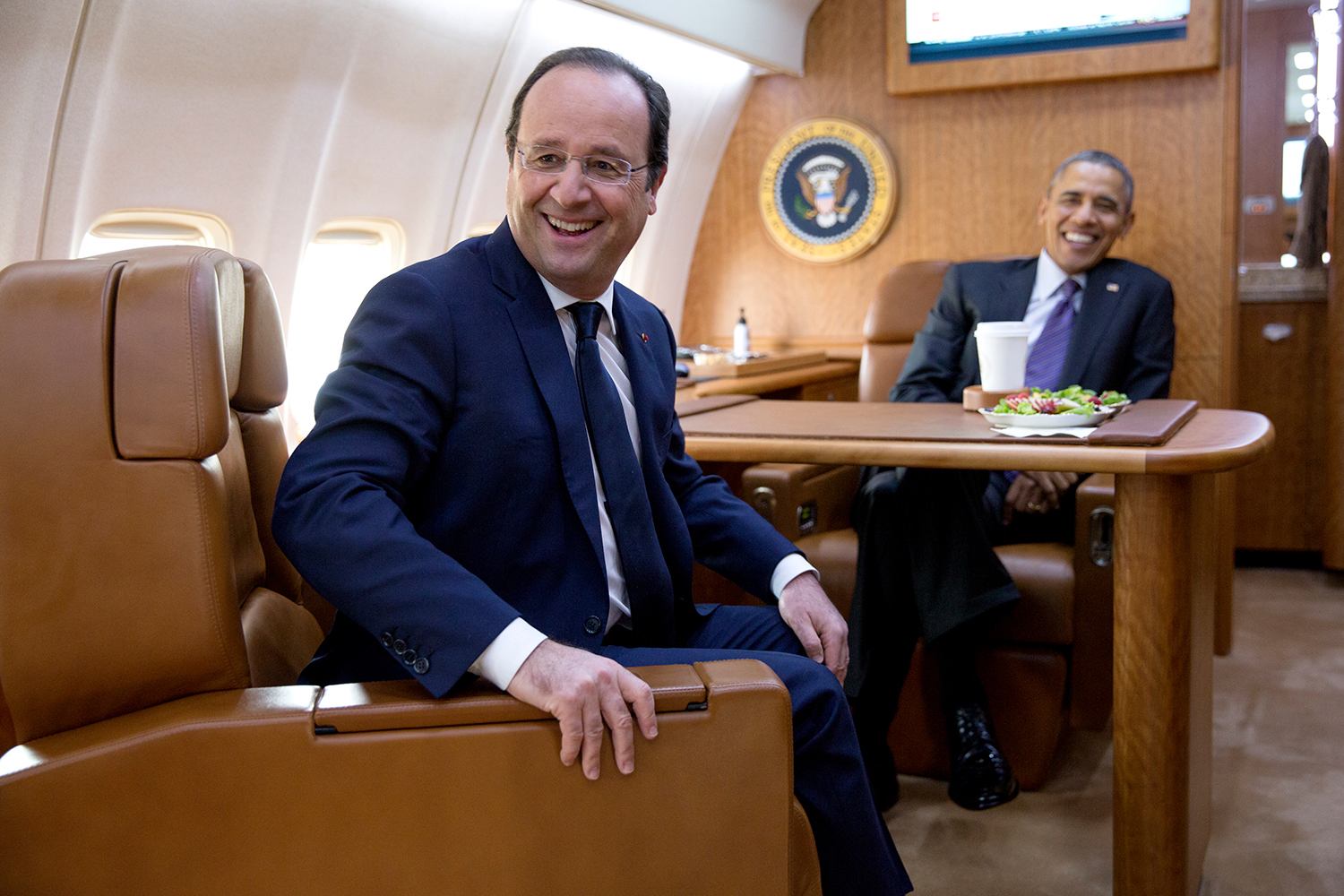
2014年2月10日奥巴马与法国总统弗朗索瓦·奥朗德在空军一号上

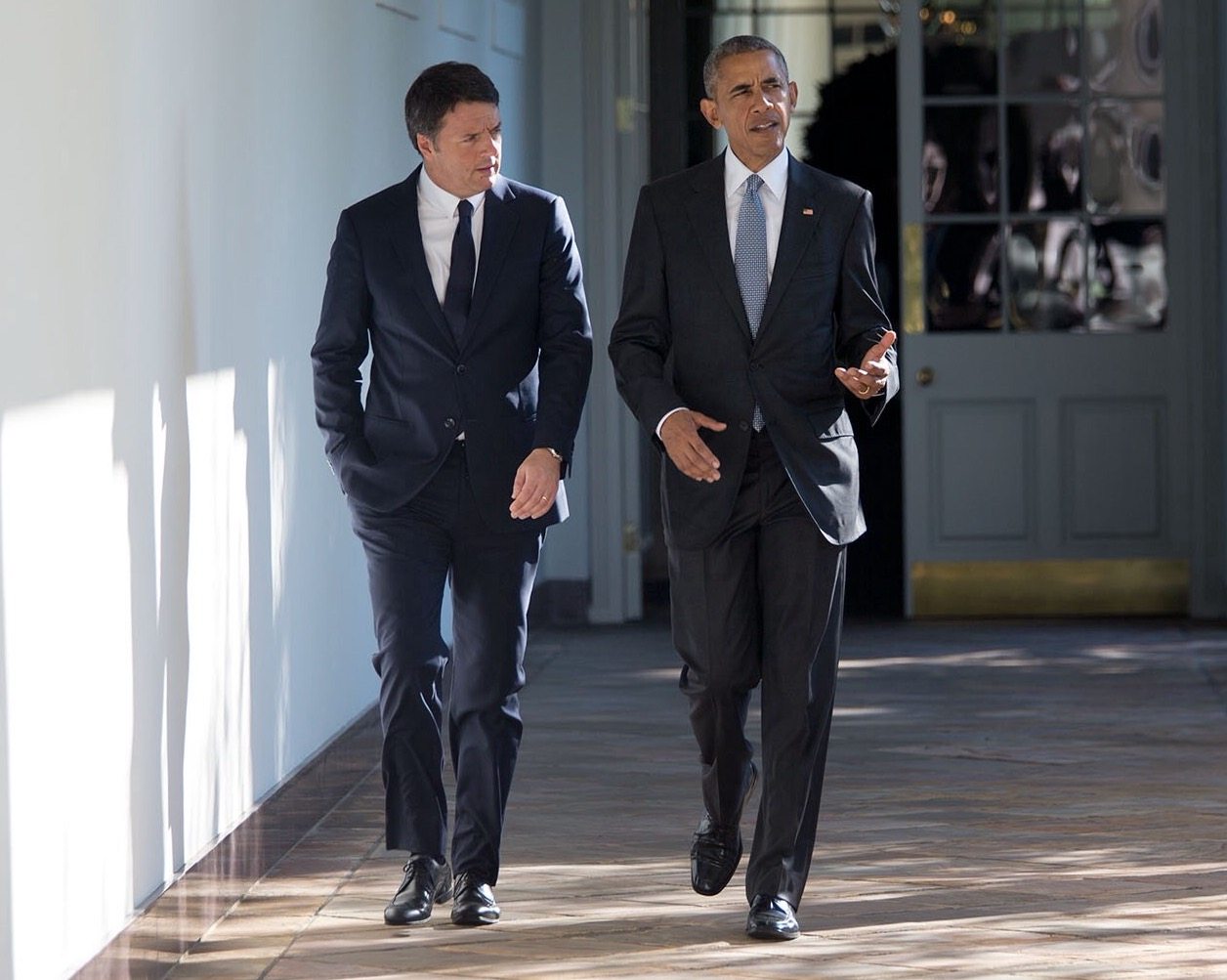
2016年10月19日奥巴马在白宫与意大利总理马泰奥·伦齐会面

奥巴马政府在与欧盟的关系上认为，欧洲一体化经济的不断加强，将有利于与美国建立合作伙伴关系；但也有媒体指出他在与俄罗斯签署“削减战略性核武器新条约”方面不给欧盟面子，不重视欧盟的存在。2010年2月，他決定不参加当年5月在西班牙马德里举办的欧美首脑会议，使欧盟官员感到非常震惊、失望，认为自己受其政府冷落。在阿富汗问题上，欧盟与奧巴馬政府存在分歧，如美国大量向阿富汗增兵时，欧盟并未给与及时配合；另外，在美国热衷的俄罗斯和中东问题方面，欧盟同样没有大力支持美国。2010年4月，他出席在布拉格召开的欧美峰会，对于土耳其是否加入欧盟的问题上，欧盟与奥巴马政府同样未能达成一致意见。
早在布什政府时期美国就与欧盟成员国的波兰有军事合作关系，奥巴马就任总统后，这一关系继续延续。2009年12月，他的政府与波兰签订《美国驻军地位协定》，为在波兰部署“爱国者”反导系统铺路。美国在俄罗斯邻国部署反导武器，有可能影响到美、俄关系，为了缓和与俄罗斯的关系，他调整了布什政府与波兰达成的反导弹防御系统框架内容，将原来准备部署在波兰的远程反导系统改为中、短程，计划于2010年5月在波兰的莫拉格实施部署，而俄罗斯对这一举动甚为关切。

### 俄罗斯

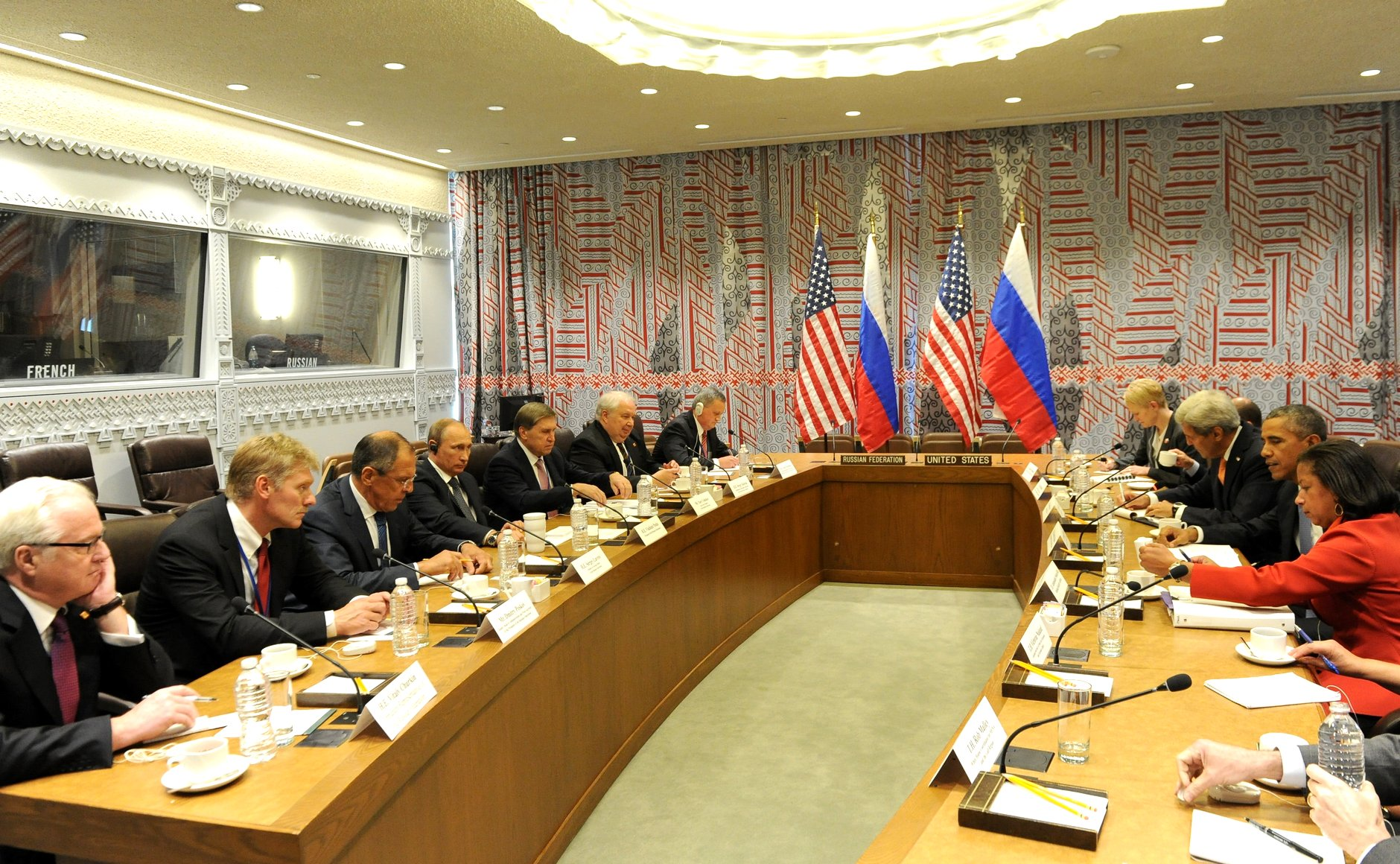
奥巴马于2015年9月29日與俄羅斯總統普京會面，談論敘利亞內戰及達伊沙

奥巴马总统重视与俄罗斯的关系，其刚上任就将美俄关系列为重要议事日程。
2009年3月，美国国务卿希拉里·克林顿于日内瓦提出重新构建美俄关系的建议，得到俄罗斯的积极回应。2009年4月，他在伦敦与俄罗斯总统德米特里·梅德韦杰夫正式会晤后发表《美俄联合声明》，其内容涉及美俄双边的军事安全、地缘政治、经济社会和地区热点等方面。《美俄联合声明》是奥巴马政府与俄罗斯政府关系的新标志，是美俄步入双边关系新时代的开始。2010年4月，他在捷克首都布拉格与梅德韦杰夫总统签署《削减战略武器新条约》，但歐盟對他的这一举动有所诟病。
在烏克蘭危機後，奧巴馬改變了其對俄羅斯的立場。白宫2012年5月14日证实，美国总统奥巴马不会出席2012年9月初在俄罗斯举行的APEC(亚太经合组织)峰会，但否认此举与普京缺席同周在美国举行的G8(八国集团)峰会有关。

### 日本

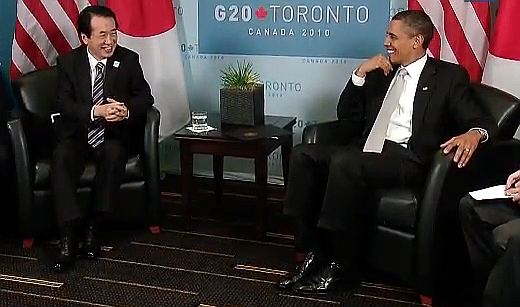
奥巴马在2010年二十国集团多伦多峰会与日本首相菅直人会面

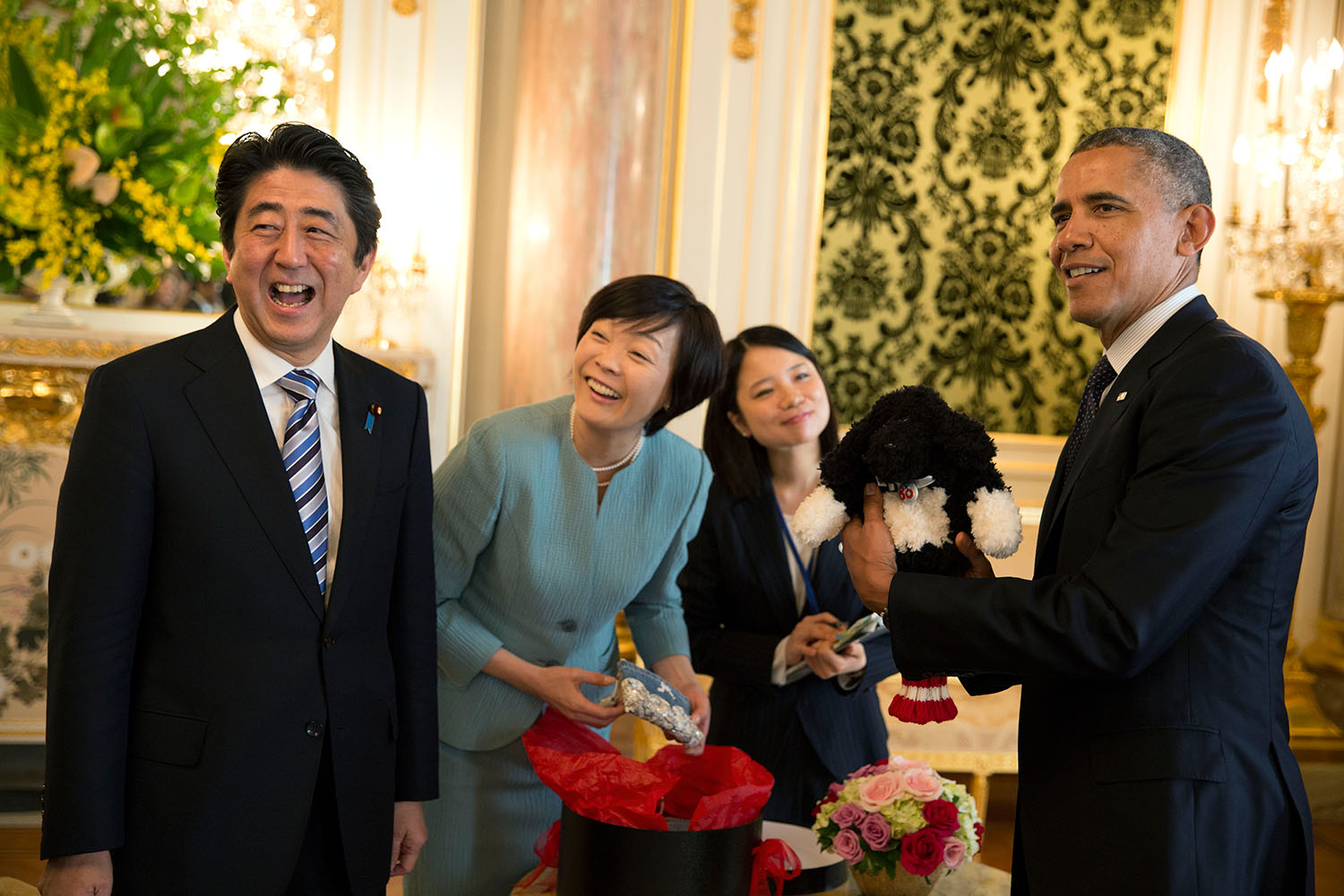
2014年4月23日，奥巴马与日本首相安倍晉三

日本是世界经济强国，同时也是美国在亚洲的盟国。对于历届美国政府而言，日本涉及美国诸多的利益因素。在日本国土上设有駐日美軍的横须贺与冲绳等基地，对美国有重要的战略价值。奥巴马当选美国总统后，同样非常重视与日本的关系。对于時任日本首相鸠山由纪夫提出的“对等的日美关系”，他非常欢迎。2009年11月，他访问日本，与鸠山由纪夫就深化日美同盟达成意见共识，他认为“日美同盟关系是亚太地区稳定的基轴”。奥巴马还与鸠山由纪夫探讨碳捕捉与封存技术、核设施防震技术等问题，双方还携手致力于发展“绿色科技”，并达成意见统一。他访日期间在东京发表演讲，认为日本是亚洲稳定的关键。另有媒体分析认为，他访问日本最重要的目的就是期望在他的这一届政府任期内，要继续维护、保持存在已久的美日同盟关系。
日本是二战时期核武器的受害国，当时美国为迫使日本投降而在长崎与广岛投下原子弹，因此，奥巴马此时强调要与日本在削减核武器和推动核不扩散方面合作，很受日本欢迎，他的“无核世界”观点得到鸠山支持。
2013年2月22日，他向到訪的日本首相安倍晉三表明，美日同盟的重要性，是美國在亞太安全和政策的基石。
2016年5月27日，美军在广岛投下原子弹的71年后，奥巴马成为首位任期内造访广岛的美国总统。在日本首相安倍晋三的陪同下，奥巴马在广岛和平纪念资料馆悼念核爆的遇难者。

### 中华人民共和国
奥巴马重視發展與中华人民共和国的關係，中华人民共和国为世界第一人口大国，拥有庞大的消费市场。2009年11月，奥巴马展开对中華人民共和國的国事访问，分别在上海和北京发表演讲，并同中华人民共和国领导人胡锦涛探讨中美关系。他在上海提到，美中两国在贸易方面存在非常广阔的互补性，并称赞中华人民共和国在脱贫方面取得的成就，同时，他还批评中华人民共和国的网络封锁政策；他在北京的演讲中，对中华人民共和国承诺在更大程度上实现由市场决定汇率的态度表示肯定，并同时强调按经济原理办事的重要性。他认为中美关系的新发展具有战略意义，同中华人民共和国的伙伴关系使美国摆脱严重的金融危机，并强调这一关系的重要性。
另一方面，他延續此前政府的政策，会见西藏流亡领袖达赖十四世，雖然他是在白宮地圖室與达赖進行非官方例行會面，但仍使北京政府非常不满。奧巴馬政府还要求北京政府对谷歌退出中国大陸一事作出解释，北京政府方面则认为“谷歌事件”属商业问题而并非政治问题；奥巴马政府还向来自中国大陸的某些商品征收高比例的反倾销税。
奥巴马就职以来曾以与胡锦涛通电话及访问会谈的形式，表示美中发展积极合作全面的关系对两国十分重要，对世界也特别重要。发展健康稳定的美中关系符合两国长期和战略利益。美国方面全面确认奉行美国长期以来坚持的“一个中国”政策，继续承认这是中国的核心利益。两国在应对全球及地区挑战方面有着广泛共同利益，希望双方加强这方面合作。
2012年2月，奥巴马对访美即将成为中国共产党领导人的习近平表示：“美方拒绝任何台独主张”，跟以往美方惯用“不支持台独”字眼，如出一辙。國務院其後表明，奧巴馬政府仍維持“不支持台独”的立場。
2015年9月「奥習會」，歐巴馬重申美國立場。他表示美國信守基於《中美三個聯合公報》及《台灣關係法》的「一個中國」政策。

### 中華民國
西元1979年1月1日起，中華民國與美國斷交，主要以臺灣或臺灣統治當局稱呼，中華民國與美国非官方层面之間的联系十分密切，与美国同样认同自由、民主、人權與司法獨立等价值观，同時也是美国在全球的第11大贸易伙伴。此外，美国对中華民國军售金额亦十分巨大。2008年5月，尚处总统竞选阶段的奥巴马曾给中華民國总统馬英九写信，表示支持美国政府主张的“一个中国”政策。2009年1月13日，美國国务卿希拉里·克林顿在参议院听证会上再次提到「一個中國」政策，并认为國會制定的《臺灣關係法》是美国对台关系的法律基础。奥巴马政府对華政策是协助中華民國与中華人民共和國以和平方式化解歧见，同时也不接受任何片面改变现状之举。他延续美国政府对台军售的政策，2010年3月，他提出的64亿美元的对台军售获得美国国会通过。2015年歐巴馬在馬來西亞吉隆坡參加東協加一活動時，公開指出台灣是美國反恐的夥伴，消息並於美國國防部網站公布。歐巴馬在2016年9月作為首位到訪寮國的美國總統，在與寮國民眾暢談民主與人權的價值時，以台灣的民主茁壯為例，強調民主可以在亞洲蓬勃發展。他並在可能是8年任內最後一次白宮記者會中，罕見深入談到台灣，指出台灣人同意，只要能以某種程度的自治繼續運作，就不會改變現狀。

## 核武战略与反恐怖主义

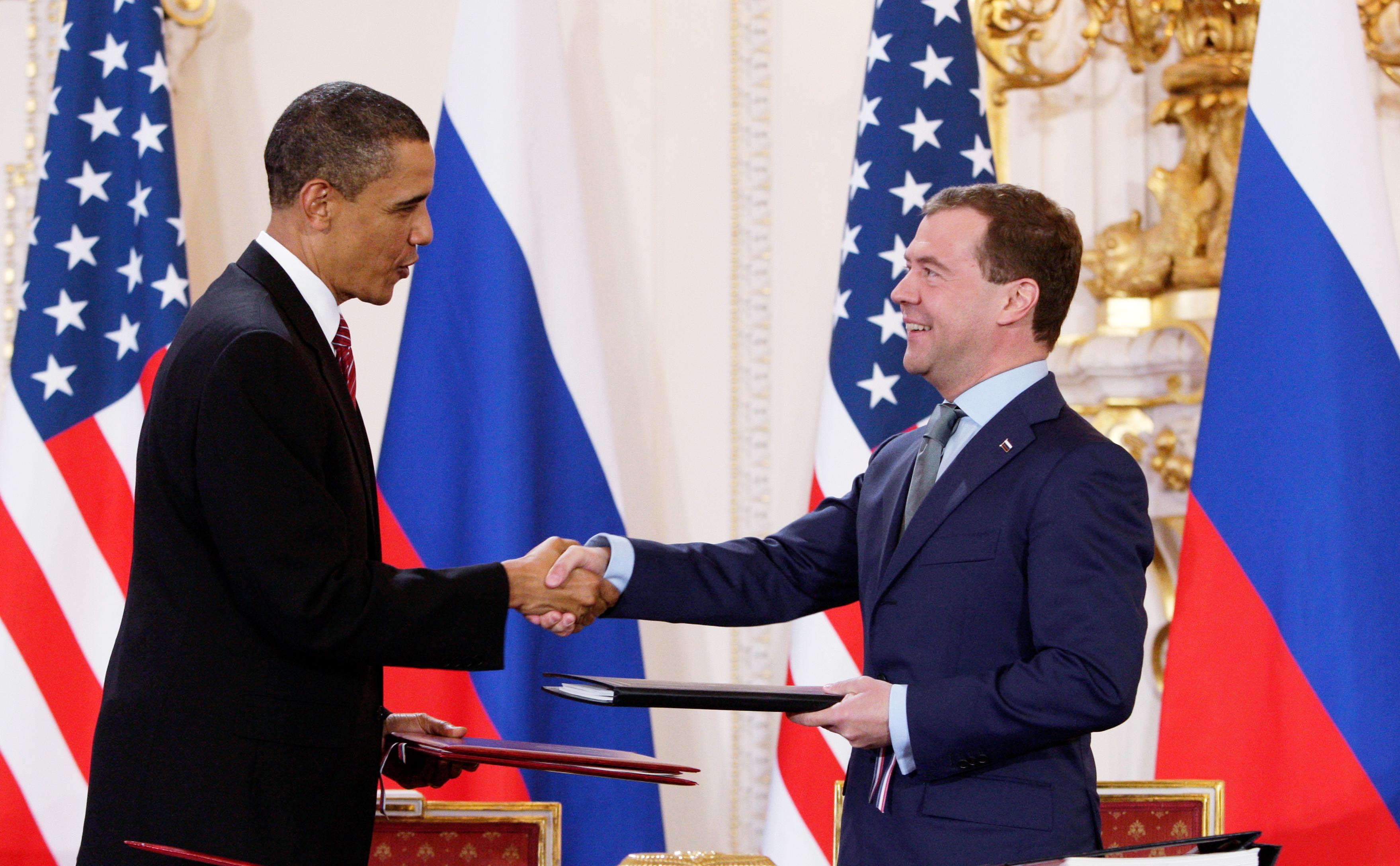
2010年4月8日，奥巴马与德米特里·梅德維杰夫签署削减核武器的《布拉格条约》

2010年4月，奥巴马表示将重新考虑美国的核战略，并与世界另外的两个有核大国——俄罗斯聯邦和中华人民共和国就核问题会谈，以求与他们发展更稳定和透明的战略关系。在保卫美国国家安全和盟国利益方面，他认为除非“极端情况”（如“对美国毁灭性的生化武器攻击”）出现，否则不会轻易使用核武器。他在他的新核武战略中承諾将不再发展任何新型核武器，但对于现有核武器的管理会增加资金投入，并表示对于遵守《核不扩散条约》的无核国家，美国不会对他们使用核武器，但伊朗和朝鲜除外，因为他们“不遵守条约”。
奥巴马于2010年4月与俄罗斯总统梅德韦杰夫签订《削减战略核武器》的新条约，双方步入核武战略合作的新时期。对于伊朗核问题，他希望联合国以决议方式敦促其弃核。奥巴马政府在向国会提交的《核态势评估》中认为“中国的核军事不透明，让人不明其未来核战略之意图”；但中国认为自己在全球核安全方面展现大国风范。对于朝鲜核问题，他认为只要朝鲜放弃核武项目，美国会在经济援助与国际关系等诸方面给朝鲜提供帮助。
奥巴马于华盛顿全球核安全峰会上指出，当今的核危机不是来自敌对国家，而是恐怖分子，因此核风险在不断加大；如果恐怖组织掌握核武器，将发生“全球性灾难”。为此，他呼吁全球在核材料的控制上要严格，要步调一致、统一行动。他还认为，目前国与国之间的核对抗几率已经减小，但因为国际恐怖组织的活跃，核风险形势反而非常严峻。

### 擊斃賓拉登

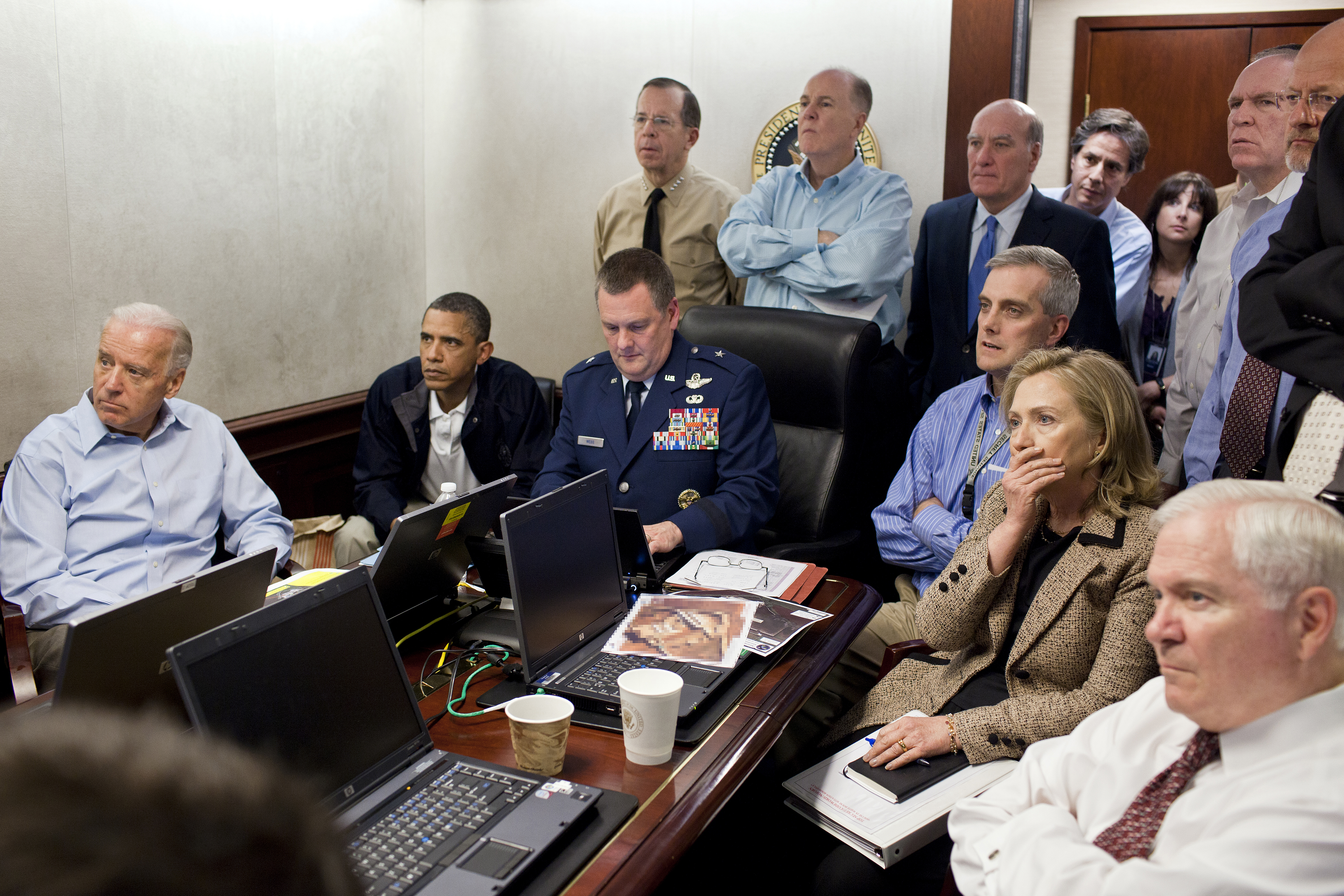
奥巴马与国家安全团队成员在白宫里一同关注攻击本·拉登的特别行动，2011年5月1日

奥巴马就任总统后，要求美国中央情报局将追捕基地组织首脑作为首要任务。2010年8月，美国锁定拉登在巴基斯坦的住所。2011年5月2日凌晨1时30分（当地时间），奥巴马下令海豹突击队突然袭击賓拉登住所，并将其击毙，並擄獲大量重要文件。奥巴马认为击毙賓拉登是美国打击“基地恐怖组织”的最大成就，使“正义得到伸张”。賓拉登喪命后，奥巴马在美国的民众支持率曾一度急升6个百分点，但这一现象未能持续，而是慢慢回落。美军击毙拉登一事震怒基地组织，位处索马里、与基地组织有联系的“青年党”宣称，他们要报复美国、奥巴马总统及其亲人，美国海豹突击队为之准备提高安全戒备。

## 执政信任危机
2010年8月，英国《每日电讯报》撰文认为，奥巴马自当选总统以来的民众支持率呈下降趋势，支持与反对之比重分别为22%和46%，支持指数沦为-22%，这使他的总统生涯面临尴尬境地。该报还列举支持率下降的十大原因，如：政府行为与美国民众生活脱节、执政能力欠佳、未能保持当选总统时的激情、对美国债务处置不力等等。另有中华人民共和国《人民网》援引美国盖洛普民意调查机构的数据指出，奥巴马在美国白人中的支持率已由当选时的62%暴跌至38%，黑人的支持率也由92%跌至88%；而美国民众对他的战争政策信心则从2010年2月的48%减至同年8月的36%，是就任总统以来民意表现最差的一次，该网甚至分析认为奥巴马在黑人選民中支持率的下滑，会使他的总统职位面临挑战。直到2011年中旬，随着成功击毙本·拉丹以及各项经济和就业数据的持续向好，奥巴马的支持率和满意度开始止跌回升，並在50%左右徘徊。他依然是美国当今最受欢迎的政治人物之一，并于2012年11月6日的大选中取得连任。

## 卸任后

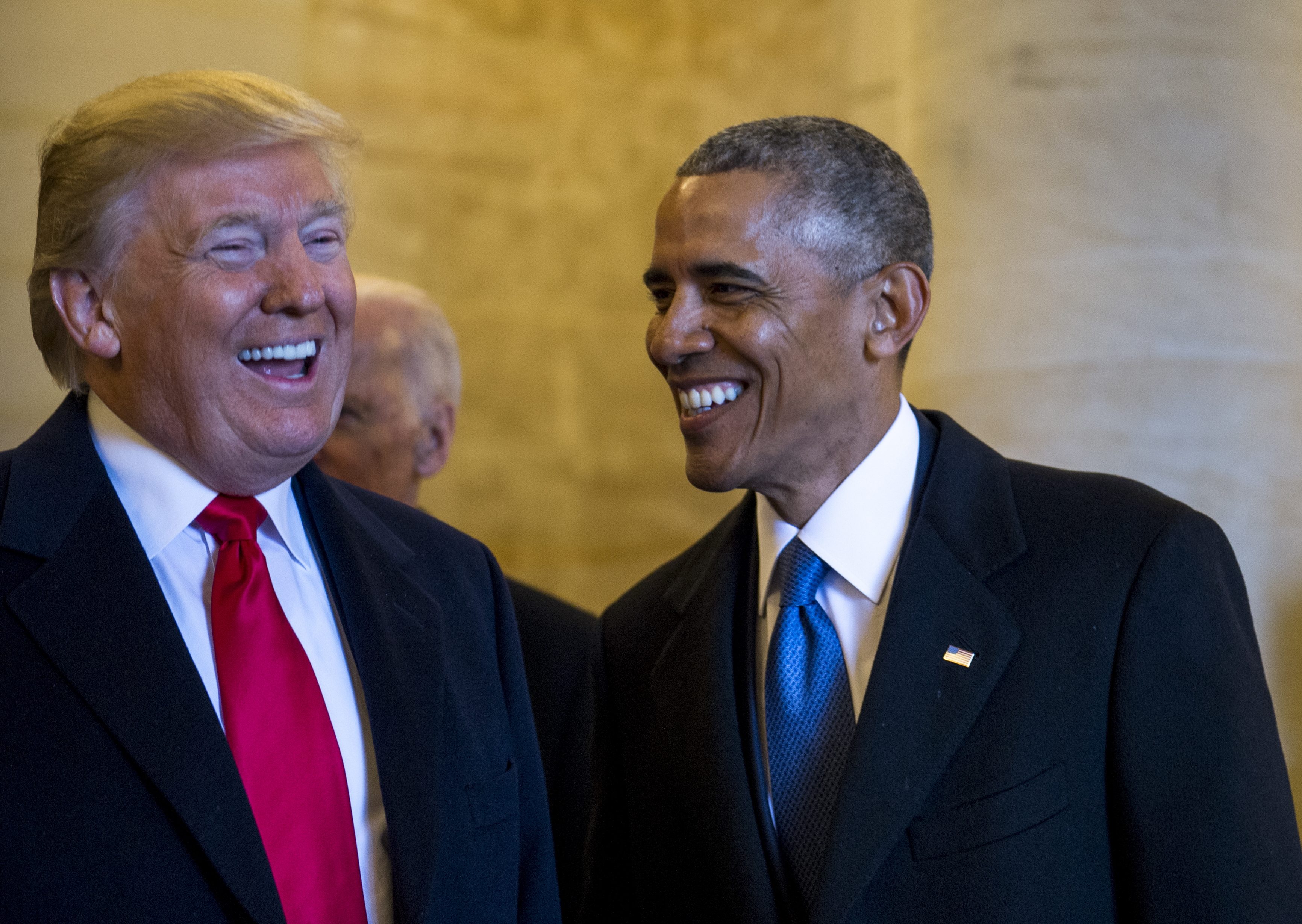
奥巴马与唐纳德·特朗普（2017年1月20日）

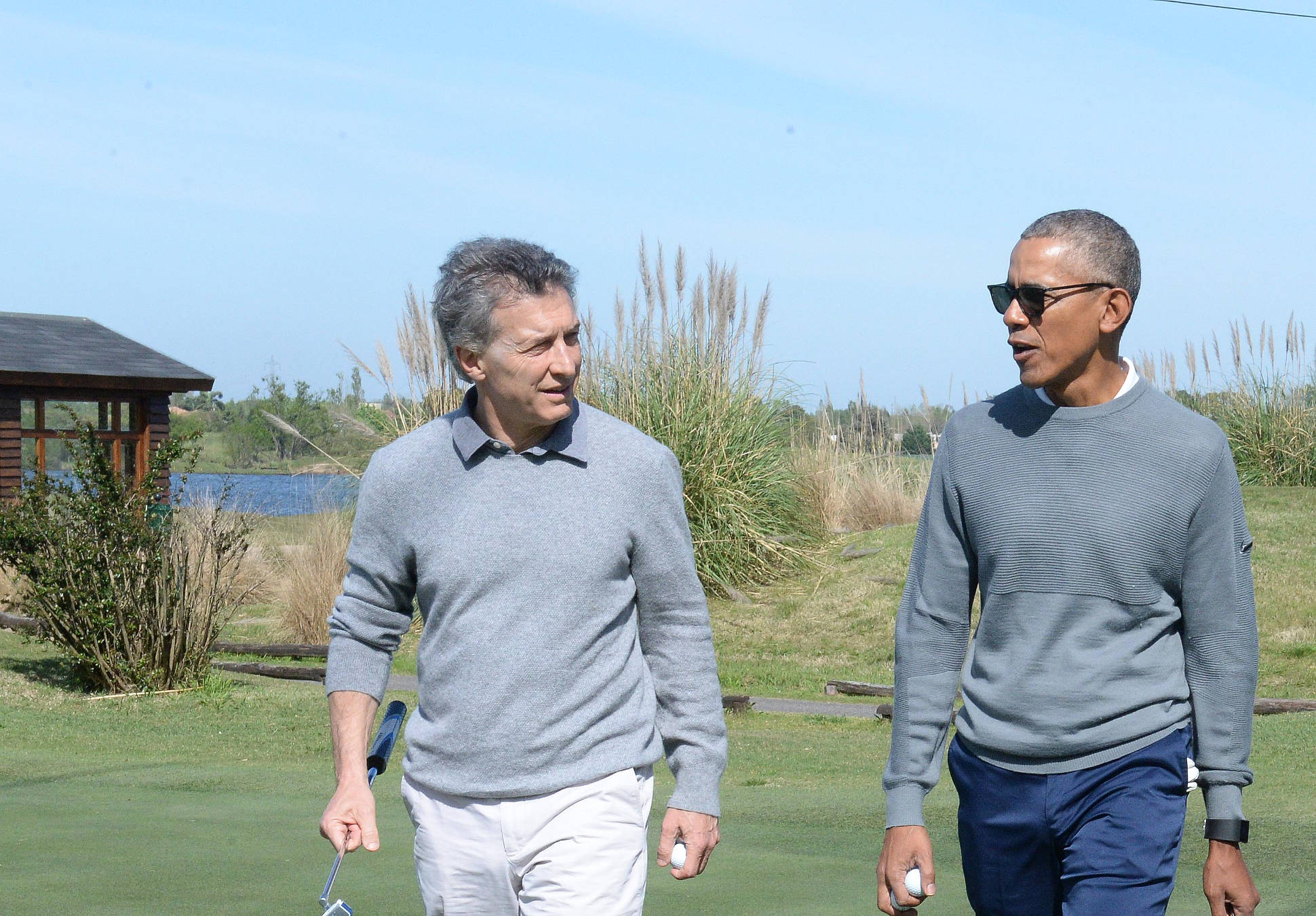
奥巴马与阿根廷总统毛里西奥·马克里一同打高尔夫球（2017年10月7日）

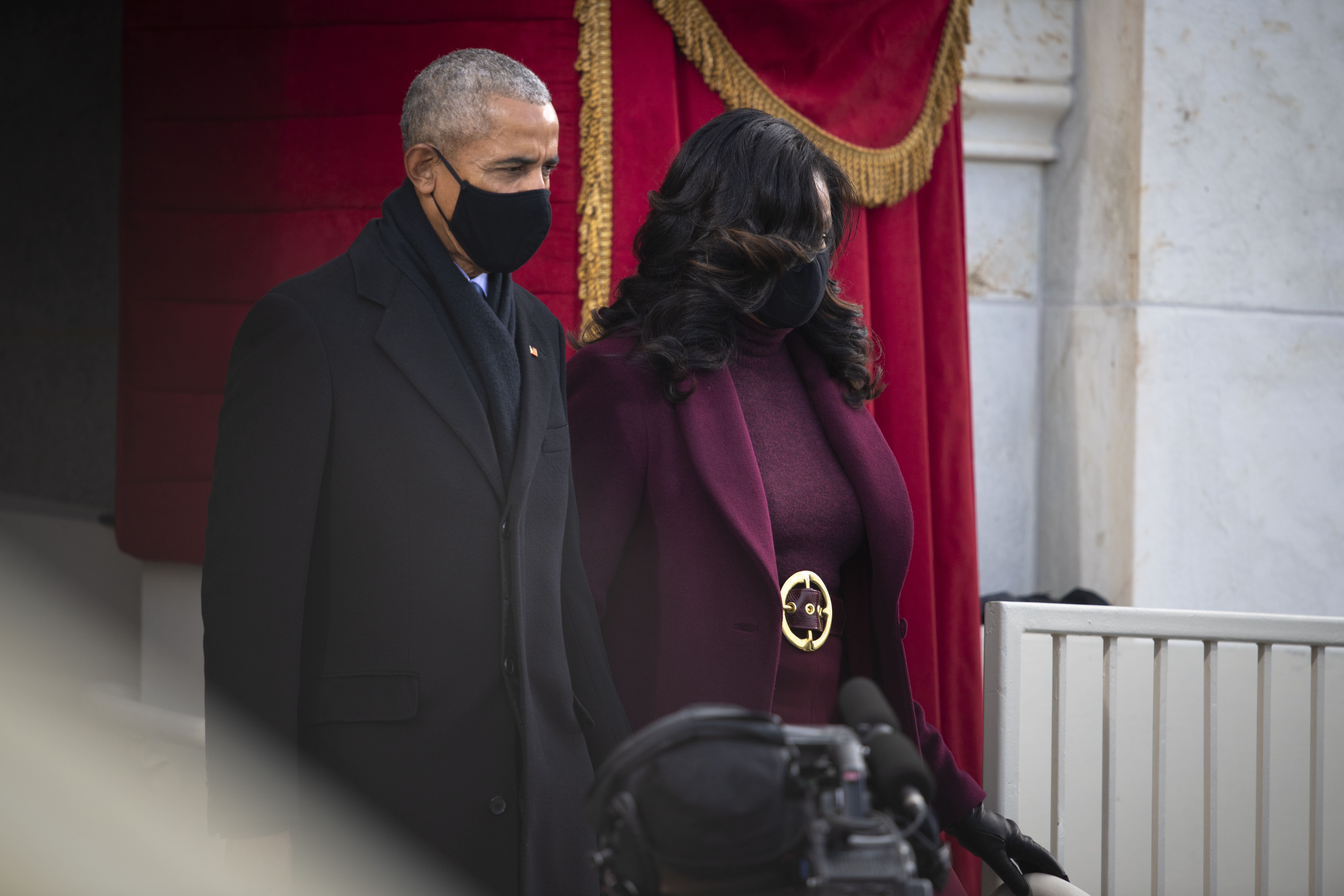
奥巴马和夫人米歇尔·奥巴马在2021年美国总统就职典礼上

奥巴马的总统任期于2017年1月20日屆滿，卸任后的奥巴马经常在各地举行演讲，而且也与部分国家元首如中国领导人习近平和法国总统馬克宏会晤。而奥巴马的诸多政治遗产如跨太平洋战略经济伙伴关系协议和奥巴马医保均被新上任的共和黨籍第45届美国总统唐纳德·特朗普以新法案取代。目前奥巴马生活在美国华盛顿哥伦比亚特区。
2022年3月13日，奥巴马的新冠病毒检测结果呈阳性。
2024年7月，奥巴马与众议院议长南茜·佩洛西等民主党资深党员要求时任美国总统乔·拜登考虑退出2024年美国总统选举，认为拜登在与唐纳德·特朗普的电视辩论中表现糟糕。最终拜登宣布退选，时任副总统贺锦丽同步启动竞选活动。

## 宗教信仰
奥巴马信奉基督教，他崇敬上帝，且能很好地将“上帝保佑”这一名句植入自己的政治演讲中。比如，他在许多大型演说场合都表现出对上帝的敬畏，于演说的结尾部分也要加上“愿上帝保佑你”，“愿上帝保佑美利坚合众国”（原文：GOD BLESS YOU，GOD BLESS THE UNITED STATES OF AMERICA）；还有“愿上帝给我们赐福”（原文：GOD'S GRACE UPON US）也是他在演讲中经常使用的句子。（大部分美國總統都以“愿上帝保佑你”作演講終結）
有保守派媒体认为奥巴马的父亲生活在伊斯蘭教的环境中，是一个穆斯林，从而肯定他天生就是一个穆斯林；而他却认为自己的父亲虽然生活在穆斯林教派区域，但他并不是穆斯林，而且对宗教没有兴趣，所以自己也不是穆斯林，他还解释自己没有做过任何穆斯林宗教的祷告；他还说自己母亲是美国白人基督徒，他是跟随母亲而信奉基督教，雖然母親並非虔誠教友。2007年11月，他的总统竞选活动网站还发表一项声明，确认他现在不是，从来也未曾是穆斯林，而是一个畏神的基督徒。

## 个人观点
奥巴马认为若是世界上每个国家都是由女性统治，那基本生活水平和生产都会得到大幅改善，而世界上有许多问题，都是因为恋栈权位的老男人而产生的。他表示女性并非完美，但是毫无疑问地比男性更好。并认为世界各国许多问题都来自老人，尤其是老男人，占着权力和位子不放。表示：「对政治领袖来说，很重要的一点是，这是你的工作，不是整个生命，你在那个位子上并不是维持自我感觉良好或是增加权力。」

## 轶闻

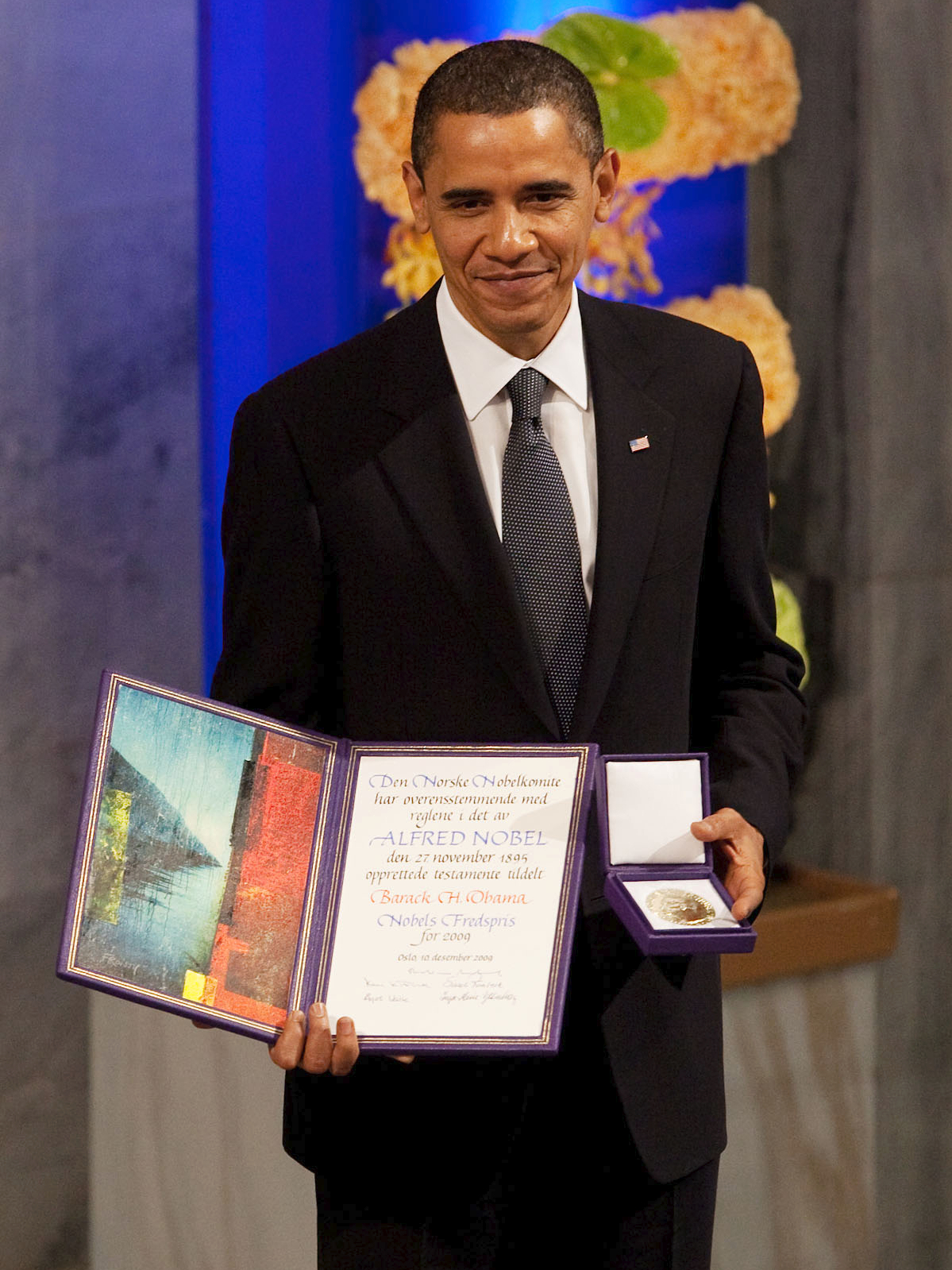
奥巴马展示自己的诺贝尔和平奖奖章和证书（2009年12月，奥斯陆）

2006年11月1日，《芝加哥论坛报》报道指奧巴馬在芝加哥南边购下新居的同一天，一块属于该房屋，奥巴马不想要的空地由伊利诺州商人安东尼·雷兹科的妻子买下，安东尼·雷兹科目前正面临涉嫌试图勒索、洗钱和诈骗的联邦指控。该报道出版后两天，该报发表社论要求他解释该事件，为什么他要让自己与这种“意图丑恶地将自己与政治任务联系起来，以获得商业利益，并引起公众持续怀疑”的发展商“有任何瓜葛”。次日，《芝加哥论坛报》报道奧巴馬的声明，指自己“与雷兹科或任何一人在这件事情或任何私人交易上的瓜葛，使人误认为自己受益”是错误的，“基于这一个理由，我承认自己的错误并感到后悔”。
12月24日，奧巴馬的发言人确认他在2005年雇佣的一名实习生与雷兹科有联系，但否认任何偏袒。他的办公室当年夏天雇佣将近100名实习生。论坛报的报道没能指控他任何错误及不道德的行为，也没有发现任何相关证据。2006年12月新共和网站的一篇文章，批评《芝加哥论坛报》、《Slate网络杂志》和《华盛顿邮报》对这一事件的追踪报道，指他们没有为这个故事提供价值：“新闻媒介的角色应该是基于事实，加入符合事实的洞察、观点；而非鼓吹一种观点、盲目提高其背后不确定事件的微小可能性”。

### 诺贝尔和平奖
挪威诺贝尔奖评审委员会将2009年的诺贝尔和平奖授予奥巴马，以表彰他在促進國際外交和各國人民合作所作出的非凡努力。
对于奥巴马获诺贝尔和平奖，少数观点持肯定态度，认为他作为世界上最强大军事力量的领导者以及他所倡导的无核化理念，是全球和平的希望，还指出他是唯一一位向穆斯林国家表示友善的美国总统。他于12月10日到挪威奧斯陸領取諾貝爾和平獎，并在領獎時發言說，「我們仍在打仗，我負責部署數千名年輕美國人在遙遠的土地上作戰。 有些會殺死，有些會被殺死。」「非暴力運動不可能阻止希特勒的軍隊。 談判不能說服基地組織的領導人放下武器。說武力有時是必要的並不是讓大家變得憤世嫉俗——這是承認歷史; 人的不完美和理性的局限。」「所以是的，戰爭手段在維護和平方面確實可以發揮作用。」「頭腦清醒，我們可以知道總會有戰爭，但我們仍努力爭取和平。」。他是第四位获得诺贝尔和平奖的美国总统和第三位在总统任期内的和平奖得主。但也有人認為他不該得這個獎，因為美國這時還在伊拉克和阿富汗有軍事行動，这种做法與諾貝爾和平獎的精神不符；並且他就任總統還不到一年，他的努力成果尚不明顯。

## 公众形象

### 明星总统

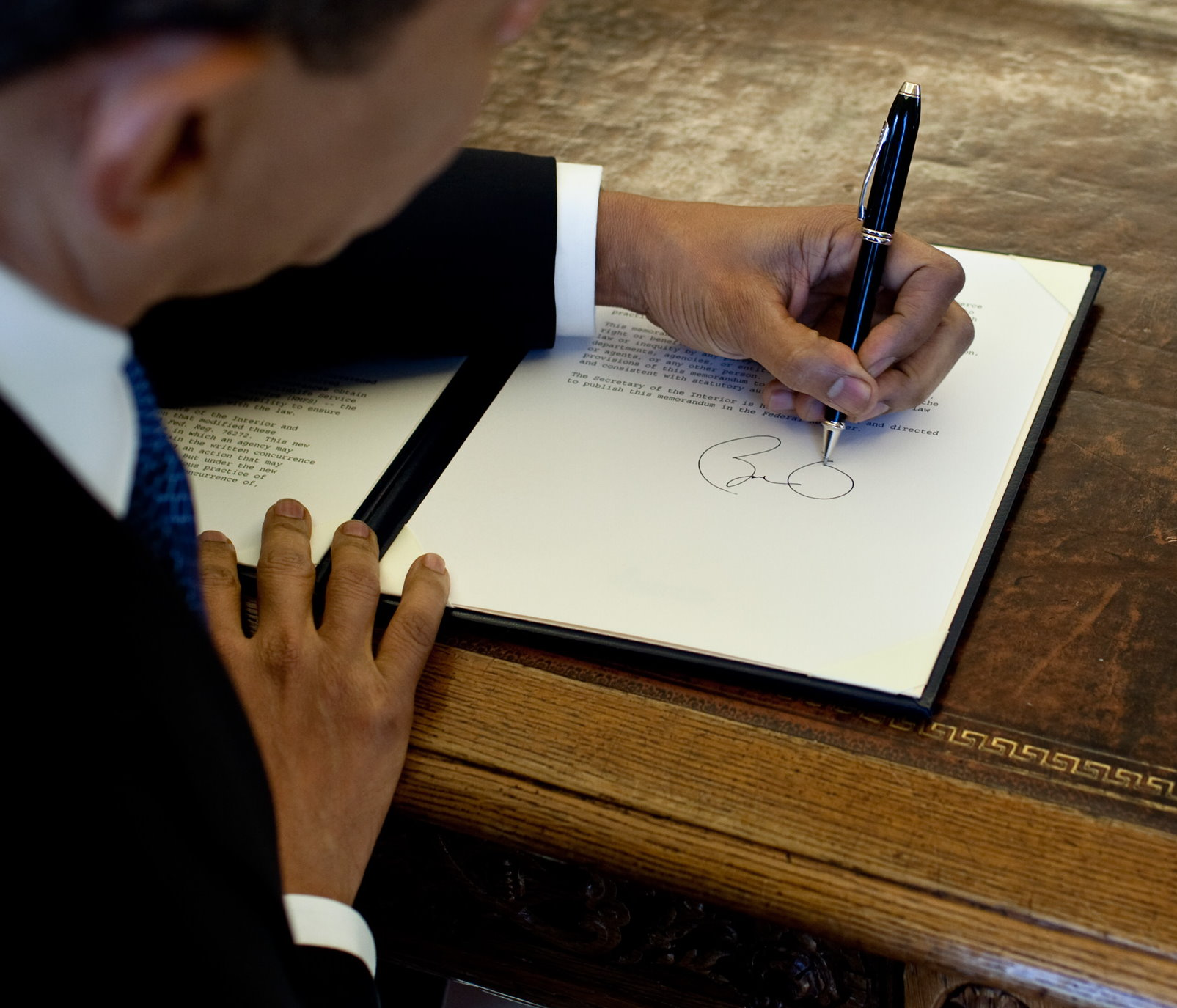
奥巴马左手签名姿态（2009年3月，白宫）

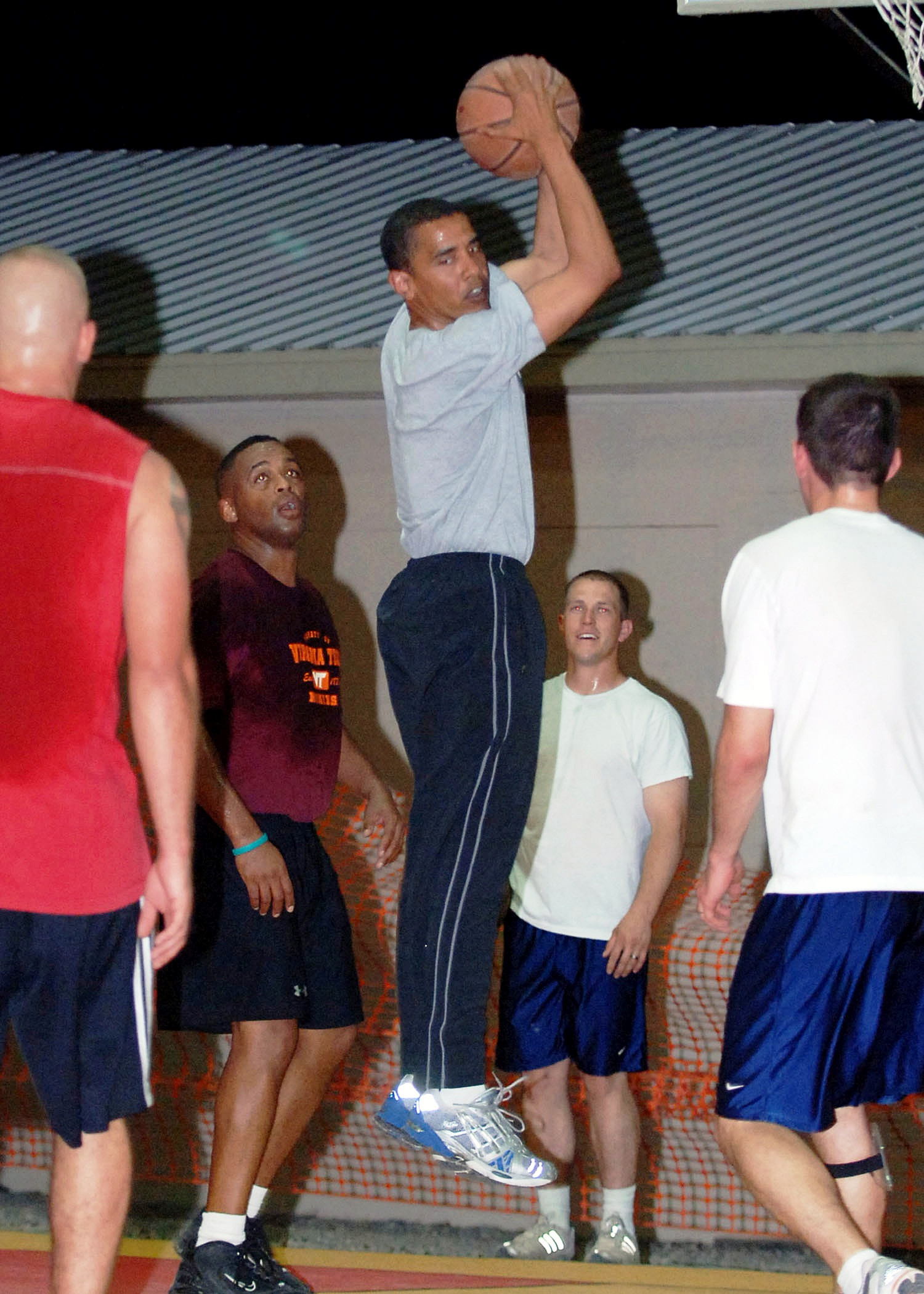
媒体评价奥巴马打篮球的姿态「超酷」（2006年8月，美国驻吉布提海军基地）

奥巴马喜欢与明星交往，想以大牌明星的公众形象美化政府的品牌形象，使自己和以自己为首的政府能像好莱坞一样，受大众喜好、欢迎。与他往來的大牌明星有：《龐德電影》的皮尔斯·布鲁斯南、《律政俏佳人》的瑞茜·威瑟斯彭、《博物館驚魂夜》的本·斯蒂勒、《型男飛行日誌》的乔治·克鲁尼等，他给予这些影视明星自由出入白宫的权力。美国媒体认为，奥巴马总统的黑人血统使他比影视明星更有光环，是世界上更大牌的明星，其明星效应比好莱坞明星更可耀眼；另一方面，他屬意在电视的黄金时段出镜，导致电视媒体广告收入减少而遭致控诉。他在总统竞选期间的演讲都能得到民众，特别是年轻人的喜爱。他是一个从社会底层走出来的美国总统，所以他对于普通大众有着很强的号召力。
奥巴馬小時候將近4年住在雅加達，2009年12月10日，雅加達市政府為了美印友好關係，在一所公園立了尊奥巴馬（十歲樣子）雕像。铜像树立后，引发雅加达民众的不满，他们认为他仅仅是童年在雅加达居住过，并没有为印尼作出贡献，要求将铜像拆除。当地政府虽未拆除铜像，但为顾及民意，决定将铜像实施搬迁，将其移入他所就读过的学校内。
有媒体评价奧巴馬的公眾形象超酷，打籃球富有姿态美，让人感觉其年輕而有活力；但当上美国总统后，他打高爾夫球的兴趣胜过打籃球。他用左手写字，是个左撇子；手上佩戴泰格黑尔手表，備有黑莓手機。

### 提詞器总统

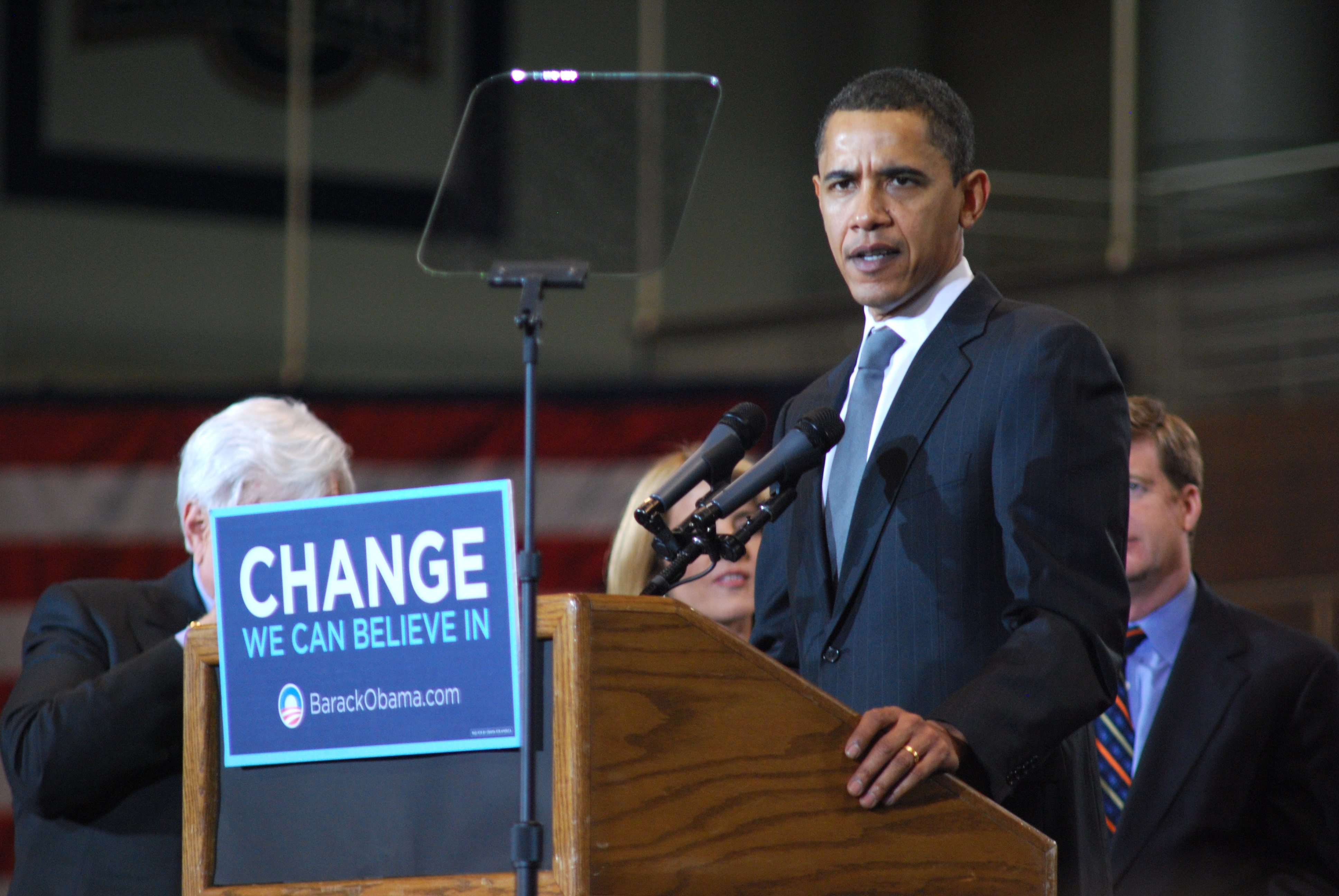
奥巴马向左面对观众正讀出提詞器内的演说词（2008年1月，美利坚大学）

有媒体指出，虽然电视直播的奥巴马演说非常精彩、潇灑，因为他自始至终根本无须演讲稿，而是左右环视观众，口若悬河，使电视画面前或现场的观众认为他思维极其敏捷、记忆力惊人，属于脱口成章、极具临场语言才能的能人，是天才演说家。但事实并非如此，他只是将演讲稿以演讲提詞器（现场为一种方形的茶色或无色面板，面向观众的一面无任何文字，是透明的；但朝向他的一面则是清晰的演讲内容）的形式出现，他的演讲现场一般左右各一个提詞器，所显示的内容完全一样，发言时一般是左右环视观众，看似是与观众通过眼神互动，实则为从左右的两个提詞器中读出演说词（类似于电视台的播音员从提詞器中读出播音内容），根本不是脱稿演说。例如在他就任美国总统后的第一次国会演讲现场，发言讲台的左右两侧有两个提詞器，从电视画面可以看出他在讲话时基本是左顾右看，但很少直视电视摄像机的镜头或正视前面的现场观众，因为其正前方没有演讲稿提詞器。他的演讲严重依赖提詞器，其依赖程度比美国任何一届总统都大，外界调侃其为“提詞器总统”。还有媒体更直接了当地以《提词器，奥巴马不能没有你》为题撰文，认为奥巴马的演讲是“言由机器生”，甚至被认为没有演讲提詞器就无话可说。

## 家族与家庭

### 血缘
奥巴马的身世复杂，但他的血脉渊源却可追溯到美国的几位前任总统。有美国学者对他的家谱作了细致研究，从他父母的多次婚姻印证出他与美国的三位前总统都有同一脉络的血缘关系，他们是第33任总统哈利·S·杜鲁门、第41任总统乔治·赫伯特·沃克·布什和第43任总统乔治·沃克·布什。另有学者认为，他与前任总统有血缘关系并非稀奇事件，因为许多美国人的祖先都来自英格兰，找到同一祖先是常有的事。另有中国大陸媒体撰文指出他与美国超级富翁、证券投资家沃伦·爱德华·巴菲特亦存在血缘关系，这种关系源自一位17世纪的法国移民马里恩·杜瓦尔，因奥巴马的母亲斯坦利·安·邓娜姆与巴菲特的父亲霍华德·巴菲特都是马里恩·杜瓦尔的后代。

### 家庭

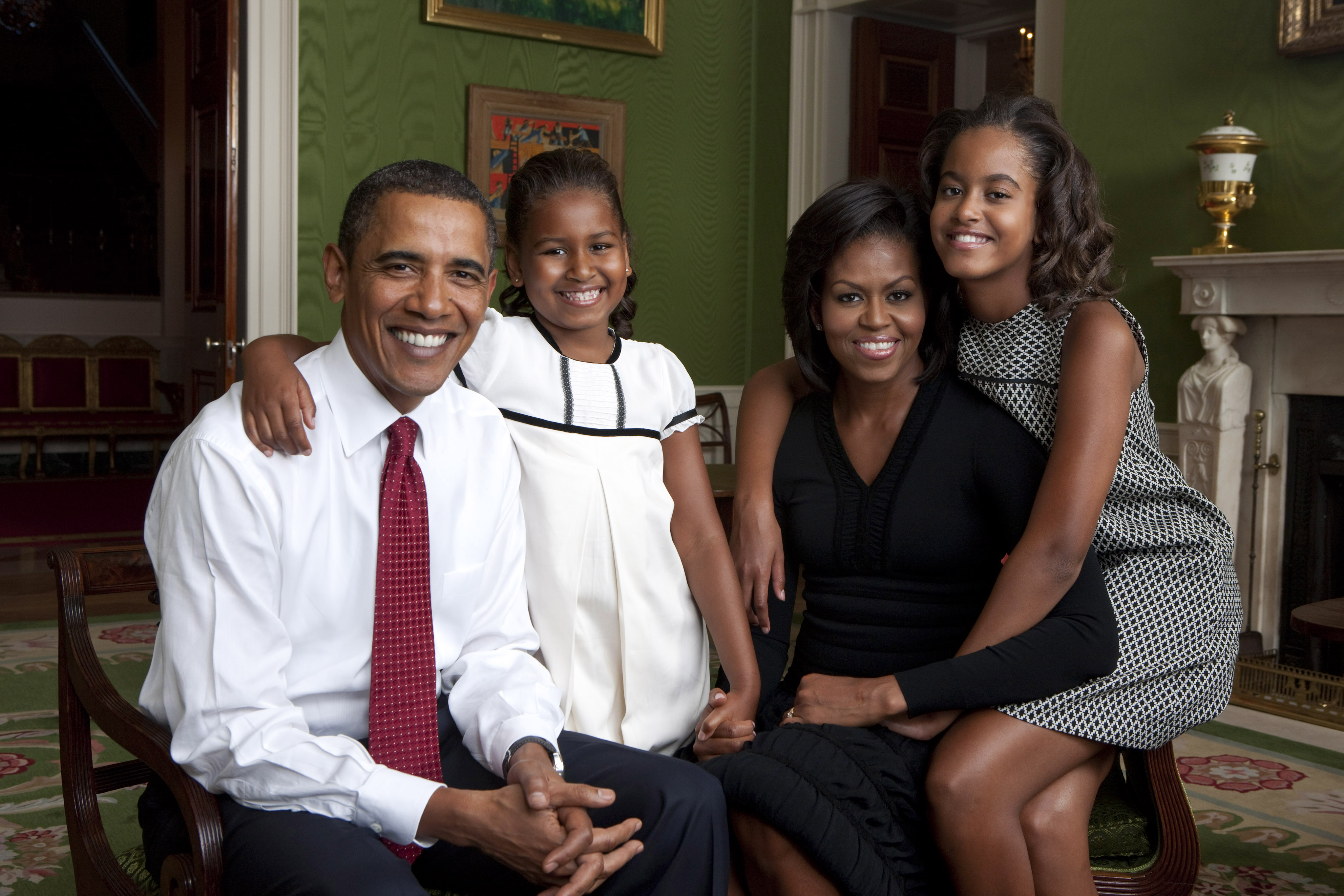
奥巴马一家人（2009年9月，白宫寓所）

奧巴馬的父母在檀香山瑪諾亞之夏威夷大學相識，随后结婚，1961年生下奧巴馬。父亲老巴拉克·奧巴馬是生于肯尼亚的盧奥族黑人，肯尼亚经济学家。他对于自己早逝的黑人父亲的信息大多来自于家庭故事和照片，他认为父亲与自己身边的人完全不同，皮肤黑得像沥青；母亲安·邓纳姆是堪萨斯州威奇托的白人教师，在《我父亲的梦想》一书中，他描述自己在母亲的白种美国中产家庭成长的经历，并描述母亲与父亲表现在肤色上的种族差异。他2岁时，父母分居，随后离婚。离异后，父亲前往哈佛大学攻读博士学位，最终返回肯尼亚；母亲則嫁给了一位印度尼西亚籍的学生盧路·索特洛，1970年生一女儿玛雅·卡桑德拉·苏埃托罗，1980年两人离婚。1982年奥巴马父亲在肯尼亚因车祸去世，母亲亦于1995年身故。他的祖父為英國殖民統治肯亞時期之公務員。

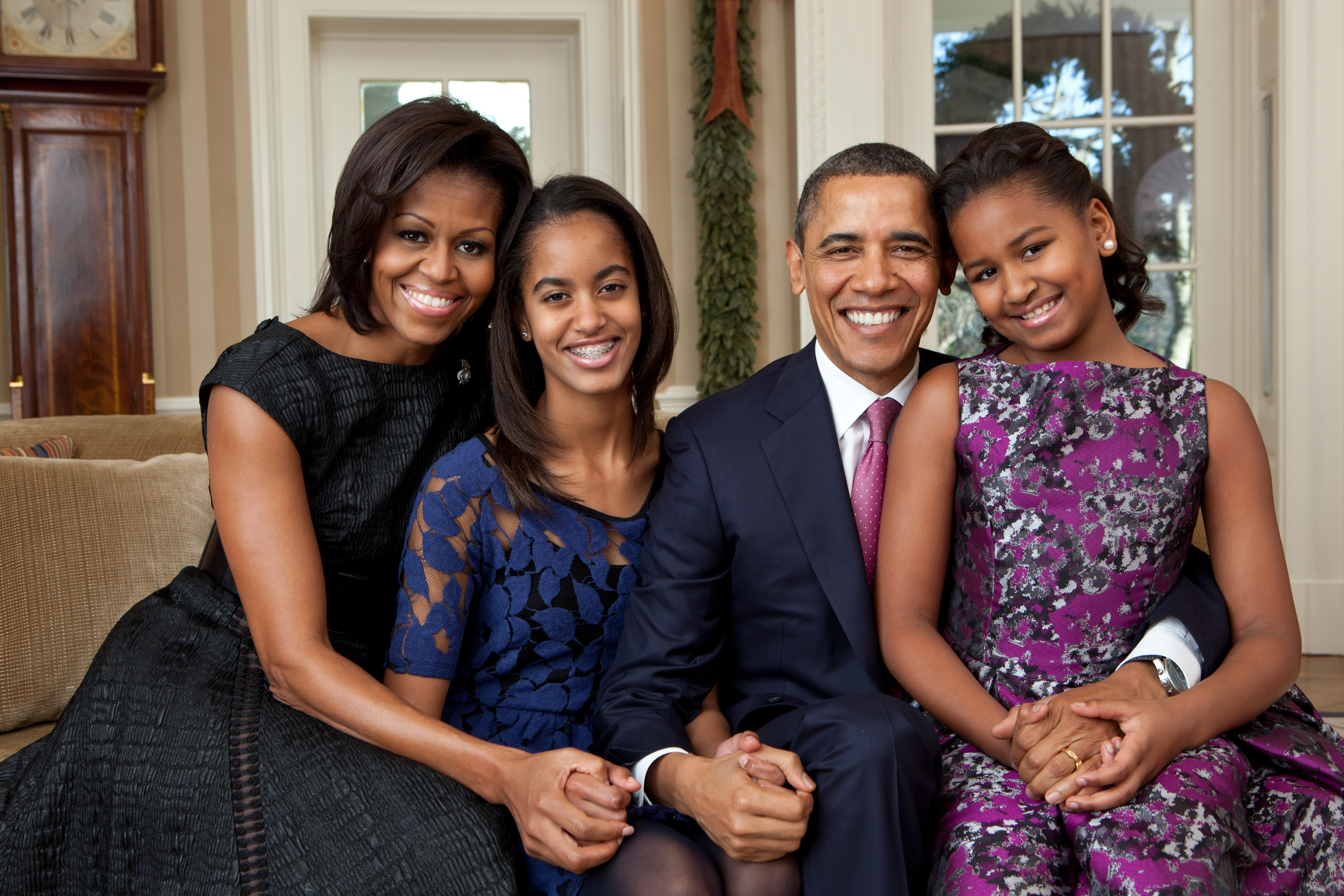
歐巴馬一家人。從左至右：妻蜜雪兒、長女瑪麗亞、巴拉克、娜塔莎（2011年12月，白宫寓所）

1989年夏天，奧巴馬在西德利·奥斯汀律师事务所擔任暑期工讀生期间，结识當時已是律师的米歇尔·罗宾森。两人于1992年结婚，现有两个女儿——大女儿玛丽亚在1999年於芝加哥芝加哥大學醫療中心出生，而小女儿萨沙在2001年於芝加哥大學醫療中心出生。奥巴马一家人是芝加哥三一联合基督教会的成员，但是由于该教会牧师耶利米·赖特发表的言论引起广泛的争议。此事件發生後，他於4月30日做了一個題為更完美的聯盟的演講做為回應，其中表達了對賴特牧師的感情，然而在2008年5月31日卻宣布脱离该教会。2008年他为顾及總統選戰及自身的健康狀況，以及換取妻子米歇爾·奧巴馬投入於自己的競選活動，在當年初戒掉長達二十年之吸煙習慣。
2009年1月，奥巴马携家人由费城乘火车沿当年林肯行经的铁路路线旅行至华盛顿就任总统职务，举家迁入白宫，而米歇尔则成为美国第一夫人。

## 著作
- 在踏入政坛之前，奧巴馬出版其青年及早期事业的回忆录《我父亲的梦想：种族和继承的故事》（Dreams from My Father: A Story of Race and Inheritance）。该书于1995年出版，并于2004年重印，新版本加入前言和他在2004年民主党全国代表大会上的演讲稿。该书的音频版本获得2006年葛萊美獎的最佳诵读专辑。这本自传体的回忆录很受美国读者欢迎，仅英文版就有7种，亦译成多国文字出版，《时代周刊》将其评价为美国政坛史上最好看、最受欢迎的回忆录。2008年12月，他签署该书的中文版版权，希望中国读者通过本书为来理解他的美国梦[157]。
- 《无畏的希望：重申美国梦》2006年，是奥巴马的第二部作品。出版三个月后，奥巴马宣布开始总统竞选。

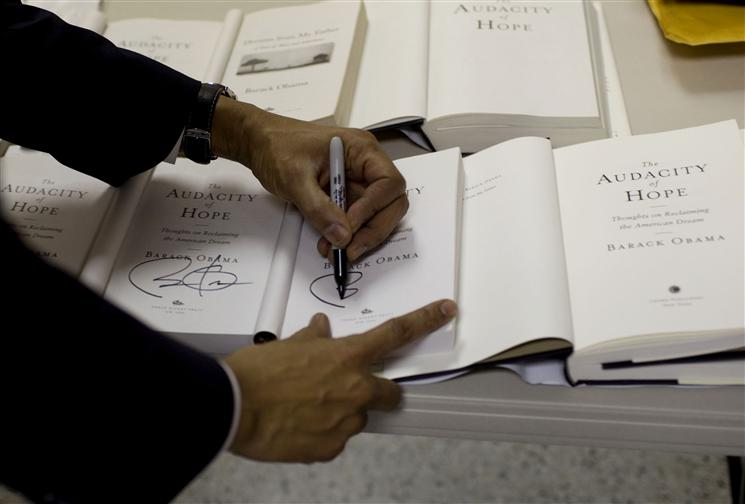
奥巴马在印第安纳州埃克哈特为自己的著作《无畏的希望》签名（2009年2月）

- 歐巴馬《我们相信变革——巴拉克·奥巴马重塑美国未来希望之路》，在2008年9月8日推出音頻和電子版本，后於9月9日正式上市。這本書由他親自作序，介紹自己的政策立場和這次總統選舉的重要意義。他的競選團隊成員也为此书撰寫一些章節，介紹他在醫療保險、能源和國防安全等重要問題上的觀點。此外，該書還囊括他在競選期間發表的7次演講原文，包括他在宣布競選總統和出訪德國時的演講。[158][159]
- 2020年11月17日，奥巴马出版回忆录《应许之地》，回忆录以他的政治生涯为重点，从他的早年生活开始，详细描述了他的第一次竞选活动，以2011年5月击毙本·拉登为结尾。《应许之地》也是写作耗时最长的美国总统回忆录[160]。
- 《赞美你：给女儿的信》（Of Thee I Sing: A Letter to My Daughters）奥巴马这本励志童书绘本不能算文学创作，但艺术性不亚于诗集。这封写给女儿的信从他当总统前开始写，2008年当选总统后写完。绘本插图作者洛伦·朗（Loren Long）是美国获奖艺术家。奥巴马在书中"向13位具有开创性的美国英雄致敬。

中文版
中国大陆已经引进奥巴马的《我父亲的梦想：种族和继承的故事》（引进版书名为《我父亲的梦想：奥巴马回忆录》2009译林出版社）、《无畏的希望：重申美国梦》（2008法律出版社）、《我们相信变革——巴拉克·奥巴马重塑美国未来希望之路》（ 2009中信出版社），為該著作之简体字版本。2020年台湾商业周刊出版部有中文版《应许之地——奥巴马回忆录》。
儿童书中译本《赞美你：奥巴马给女儿的信》2011年由中国青年出版社首次出版。《奥巴马给女儿的忠告》2011年化学工业出版社。
另有《奥巴马演说集》中英双语版（2009译林出版社），《奥巴马：光荣与梦想》奥巴马30篇讲演集 (2009新世纪出版社)。

## 重要演讲
| 时间          | 地点                 | 标题                                                | 背景与概要 |
| ------------- | -------------------- | --------------------------------------------------- | --- |
| 2004年7月27日 | 波士顿               | 无畏的希望 "The Audacity of Hope"                   | 2004年民主党全国代表大会的主题演说；                                                                                     |
| 2008年1月3日  | 艾奥瓦州得梅因       | 谢谢你，艾奥瓦 "Thank You, Iowa"                    | 在民主党初选中，他击败等其他五位势力雄厚的党内候选人，成为初选第一州的胜利者，此为胜利后的演说                           |
| 2008年3月18日 | 费城国家宪法中心     | 更加完善的联邦 "A More Perfect Union"               | |
| 2008年6月30日 | 密苏里州独立城       | 我们所热爱的美国 "The America We Love"              | |
| 2008年11月4日 | 芝加哥格兰特公园     | 美国的变革时代已经到来 "Change Has Come to America" | 竞选总统获胜后的演说 |
| 2009年1月18日 | 华盛顿特区国家广场   | 我们团结一心 "We Are One"                           | 庆祝他当选总统的音乐会上的演说                                                                                           |
| 2009年1月20日 | 华盛顿特区国会大厦前 | 自由的新生 "A New Birth of Freedom"                 | 就职演说 |
| 2009年7月4日  | 白宫                 | 独立日演讲 "Fourth of July Message"                 | 独立纪念日演讲；他号召美国民众继承先辈们不屈不挠、勇往直前的精神，重树信心，乐观进取，积极迎接时代的挑战，书写新的辉煌。 |

## 影视制作
- 《美国工厂》，奥巴马担任制片人。（2019年）影片记录了中国福耀公司在美国投资办厂的事情。

## 外部連結
- POTUS 44的Facebook專頁
- Barack Obama的Instagram帳戶
- Barack Obama的Facebook專頁
- President Obama的X（前Twitter）
- barackobama的X（前Twitter）
- 欧巴马总统在上海与青年面对面 （页面存档备份，存于）
- 诺贝尔经济学奖获得者·克鲁格曼：奥巴马议程
- 巴拉克·奥巴马的家庭树 （页面存档备份，存于）（英文）
- 巴拉克·奥巴马总统竞选官方网站 （页面存档备份，存于）（英文）
- Geneall网站上关于巴拉克·奧巴馬家族的家谱（英文）

| 美国政治职务             | 美国政治职务                          | 美国政治职务     |
| ------------------------ | ------------------------------------- | ---------------- |
| 前任： 喬治·W·布希       | 美国总统 2009年─2017年                | 繼任： 唐納·川普 |
| 奖项与成就               |                                       |                  |
| 前任： 马尔蒂·阿赫蒂萨里 | 诺贝尔和平奖获得者 2009年             | 繼任： 刘晓波    |
| 榮銜                     |                                       |                  |
| 前任： 弗拉基米爾·普京   | 時代年度風雲人物 2008年               | 繼任： 本·伯南克 |
| 前任： 示威者            | 時代年度風雲人物（第二次获选） 2012年 | 繼任： 方济各    |